# هضبة الجولان
هَضْبة الجَوْلان هي هضبة بازلتية تقع في الزاوية الجنوبية الغربية من سوريا. يحدُّها من الجنوب نهر اليرموك، ومن الغرب بحيرة طبريا ووادي الحولة، ومن الشمال جبال لبنان الشرقية وجبل الشيخ، ومن الشرق وادي الرقاد. تُعد الهضبة من المناطق الغنية بالموارد المائية، حيث تغذي مياهها نهر الحاصباني ونهر الأردن. احتلت إسرائيل نحو ثلثي مساحة الهضبة أثناء حرب الأيام الستة في عام 1967، ثم ضمتها فعليًا في عام 1981، وهو إجراء لم تعترف به الأمم المتحدة التي استمرت في اعتبارها أرضًا سورية محتلة. في عام 2024 استولت إسرائيل على الثلث المتبقي من المنطقة.
تعود أقدم الأدلة على وجود الإنسان في الجولان إلى العصر الحجري القديم العلوي. كانت الجولان موطنًا لمملكة جشور التوراتية، ثم انضمت إلى مملكة آرام دمشق، قبل أن تخضع لعدة حضارات متعاقبة منها الآشوريون، البابليون، الفرس، الإتوريون، الحشمونيون، الرومان، الغساسنة، إضافة إلى الخلافات الإسلامية المتعاقبة وسلطنة المماليك. ظلت الجولان تحت الحكم العثماني جزءًا من الإمبراطورية العثمانية منذ القرن السادس عشر حتى انهيارها، لتصبح لاحقًا جزءًا من الانتداب الفرنسي على سوريا ودولة دمشق في عام 1923. مع نهاية الانتداب الفرنسي في عام 1946، أصبحت جزءًا من الجمهورية العربية السورية المستقلة حديثًا بمساحة تقارب 1,800 كم².
في أعقاب حرب الأيام الستة عام 1967، احتلت إسرائيل هضبة الجولان وأدارتها بشكل كامل. بعد الحرب، رفضت سوريا أي مفاوضات مع إسرائيل، بناءً على قرار الخرطوم في قمة جامعة الدول العربية لعام 1967. وفي اتفاقية فك الاشتباك بعد حرب يوم كيبور 1973، تم استعادة الإدارة المدنية لثلث الجولان، بما في ذلك القنيطرة إلى سوريا. في الوقت نفسه، بدأت إسرائيل في بناء مستوطنات في الأراضي التي احتفظت بها وتحت الإدارة العسكرية حتى عام 1981، حيث أقر الكنيست قانون هضبة الجولان، الذي طبق بموجبه القانون الإسرائيلي على المنطقة. هذا الإجراء وُصف بالضم وأدانته الأمم المتحدة في قرارها رقم 497.
مع اندلاع الحرب الأهلية السورية في 2011، قسمت السيطرة على الجزء الذي تديره سوريا من هضبة الجولان بين الحكومة السورية وقوات المعارضة. في تلك الفترة، قامت قوة الأمم المتحدة لمراقبة فض الاشتباك بإنشاء منطقة عازلة تبلغ مساحتها 266 كم² بين الطرفين بهدف تنفيذ اتفاق وقف إطلاق النار الإسرائيلي-السوري عبر الخط البنفسجي. بين عامي 2012 و2018، شهدت الجولان الشرقية عدة معارك بين الجيش السوري وفصائل المعارضة السورية، بما في ذلك الجبهة الجنوبية وتنظيمات جهادية مثل جبهة النصرة وجيش خالد بن الوليد. في يوليو 2018، استعادت الحكومة السورية السيطرة الكاملة على الجولان الشرقية. وبعد سقوط نظام الأسد في ديسمبر 2024، احتلت إسرائيل ما تبقى من الهضبة باعتباره "موقع دفاعي مؤقت"، ما أدى إلى احتلال قريتين سوريتين إضافيتين هما جملة ومعربة.

## التسمية
يرتبط الاشتقاق اللغوي لكلمة "الجولان" بكلمة "أجوال"، التي تعني المناطق التي يثور فيها الغبار. وهذا المعنى يتوافق مع الظاهرة الطبيعية التي يشهدها الجولان، حيث تهب الرياح وتثير الغبار خاصة في نهاية فصل الصيف وبداية الخريف. في تلك الفترة، تتغير اتجاهات الرياح لتصبح عنيفة وغير منتظمة، وأحيانًا تأخذ طابع الزوابع.
أما تاريخيًا، فقد ورد اسم الجولان في المصادر قبل الإسلام. كان العرب يطلقون هذا الاسم على جبل في بلاد الشام يُعرف بجبل الجولان. وكان هذا الجبل جزءًا من إمارة الغساسنة، وهي إمارة عربية حكمت جنوب سوريا وتركت آثارًا بارزة في المنطقة.

## جغرافيا الجولان

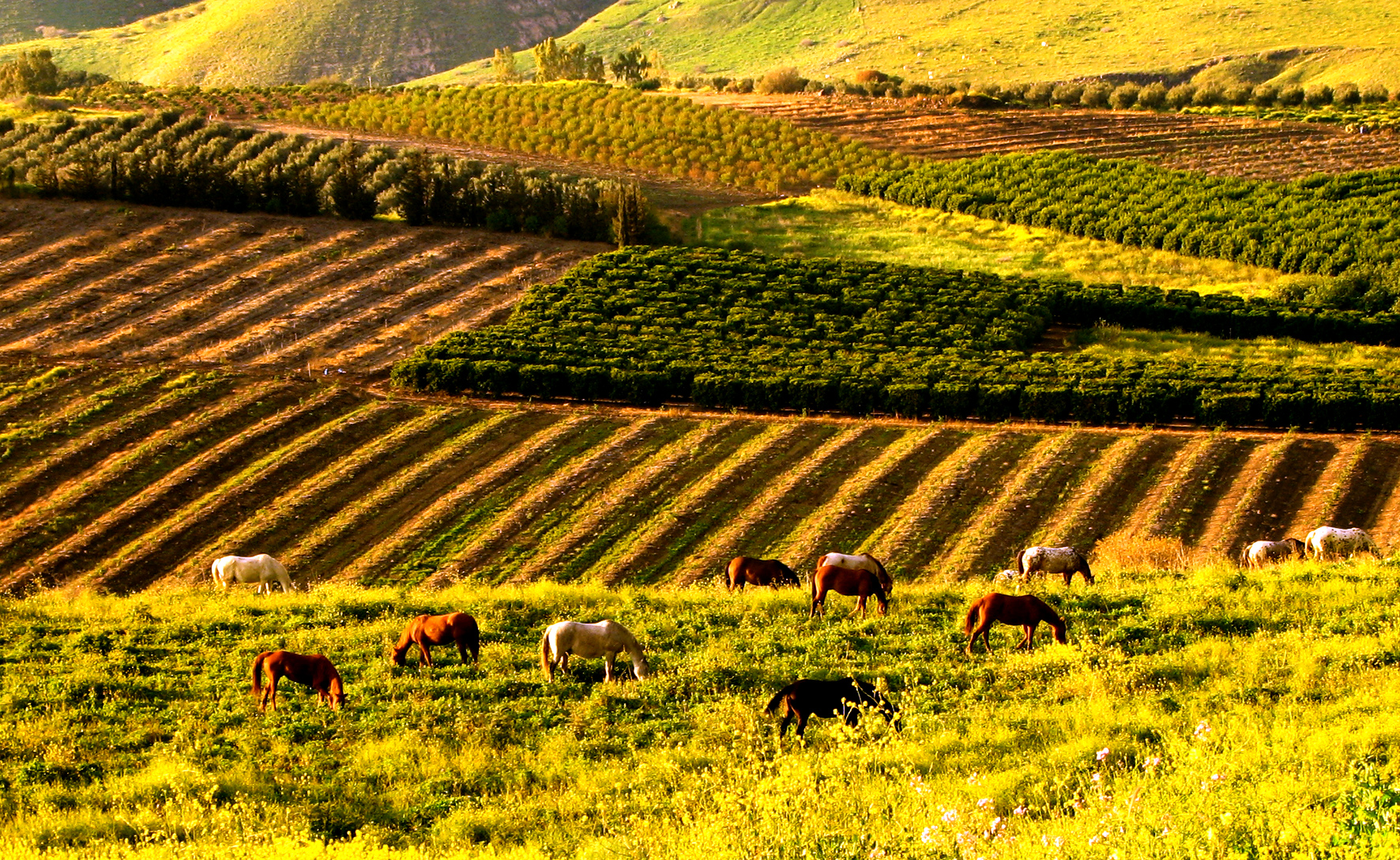
منظر عام للحقول الزراعية في الجولان

من الغرب تطل هَضْبة الجَوْلان على بحيرة طبرية ومرج الحولة في الجليل، أما شرقًا فيُشكّل وادي الرقاد الممتد من الشمال بالقرب من طرنجة، باتجاه الجنوب حتى مصبّه في نهر اليرموك حدّاً عرف بأنه يفصل بين الجولان وبين سهول حوران وريف دمشق. من جهة الشمال يُشكّل مجرى وادي سعار ــ عند سفوح جبل الشيخ ــ الحدود الشمالية للجولان، حيث تمتد بين بانياس ــ منابع نهر الأردن ــ حتى أعالي وادي الرقاد جهة الشرق. الحدود الجنوبية يشكلها المجرى المتعرّج لنهر اليرموك والفاصل بين هضبة الجولان وهضبة عجلون في الأردن.
تبعد هضبة الجولان 60 كم إلى الغرب من مدينة دمشق. وتقدر المساحة الإجمالية لها بـ 1860 كم2، وتمتد على مسافة 74 كم من الشمال إلى الجنوب دون أن يتجاوز أقصى عرض لها 27 كم.

### جيولوجيا الجولان
الصخور المنتشرة على سطح الجولان هي صخور بازلتية ناتجة عن انفجارات بركانية. لكن للجولان تاريخاً جيولوجيا أطول بكثير، إذ يقسمه العلماء إلى الفترة «الكارتيكونية» (قبل 65-135 مليون عام) وغطتها صخور كلسية تظهر في منطقة جبل الشيخ، ثم الفترة الـ «آوكنية» (قبل 44-50 مليون عام) حين غمر البحر أجزاء من المنطقة فتشكلت صخور كلسية ثم انحسر المياه إلى الغرب لتعود ثانية في فترة الـ «الأوكن المتأخرة» (قبل 35 مليون عام) قادمة هذه المرة من الشرق أي الخليج العربي. إذ تظهر في طبقات الأرض التي تعود لتلك الفترة أصداف وبقايا كائنات بحرية.
في فترة الـ «ميوكن» (قبل 25 مليون عام) انحسرت المياه مرة أخرى، وتشكّلت طبقتان من التراب: طبقة صفراء مفتتة تنتشر جنوب الجولان وطبقة يصل سمكها إلى 250م، تختلف تركيبتها من منطقة إلى أخرى. قبل 5 ملايين عام تشكل لسان بحري امتد من منطقة حيفا ليغمر قسماً من الجولان. فتشكلت بحيرات وأنهر ذات مياه غير مالحة.
بدأت الانفجارات البركانية في جنوب الجولان قبل 4 ملايين عام، ثم امتدت تدريجياً إلى الشمال والشرق. فصلت بينها أحيانًا أيام معدودة وأحيانًا مئات آلاف السنين. حسب الاختبارات الإشعاعية فقد وقع آخر انفجار بركاني في الجولان قبل 4 آلاف عام، في شمالي شرقي الجولان. الجولان اليوم منطقة بركانية «نائمة» قد تنشط في يوم من الأيام.

## تاريخ الجولان

### التاريخ المبكر
يُعد تمثال "فينوس" المكتشف في بحيرة مسعدة والذي يتخذ شكل حصاة منحوتة شاهدًا فريدًا على إبداع الإنسان البدائي، ينتمي التمثال إلى العصر الحجري القديم السفلي، وهي حقبة زمنية تمتد من 700 ألف إلى 230 ألف سنة قبل الميلاد. يُرجح الباحثون أن صانع هذا التمثال هو الإنسان المنتصب (Homo erectus)، وهو من أقدم الشواهد على التعبير الفني البدائي.                                              

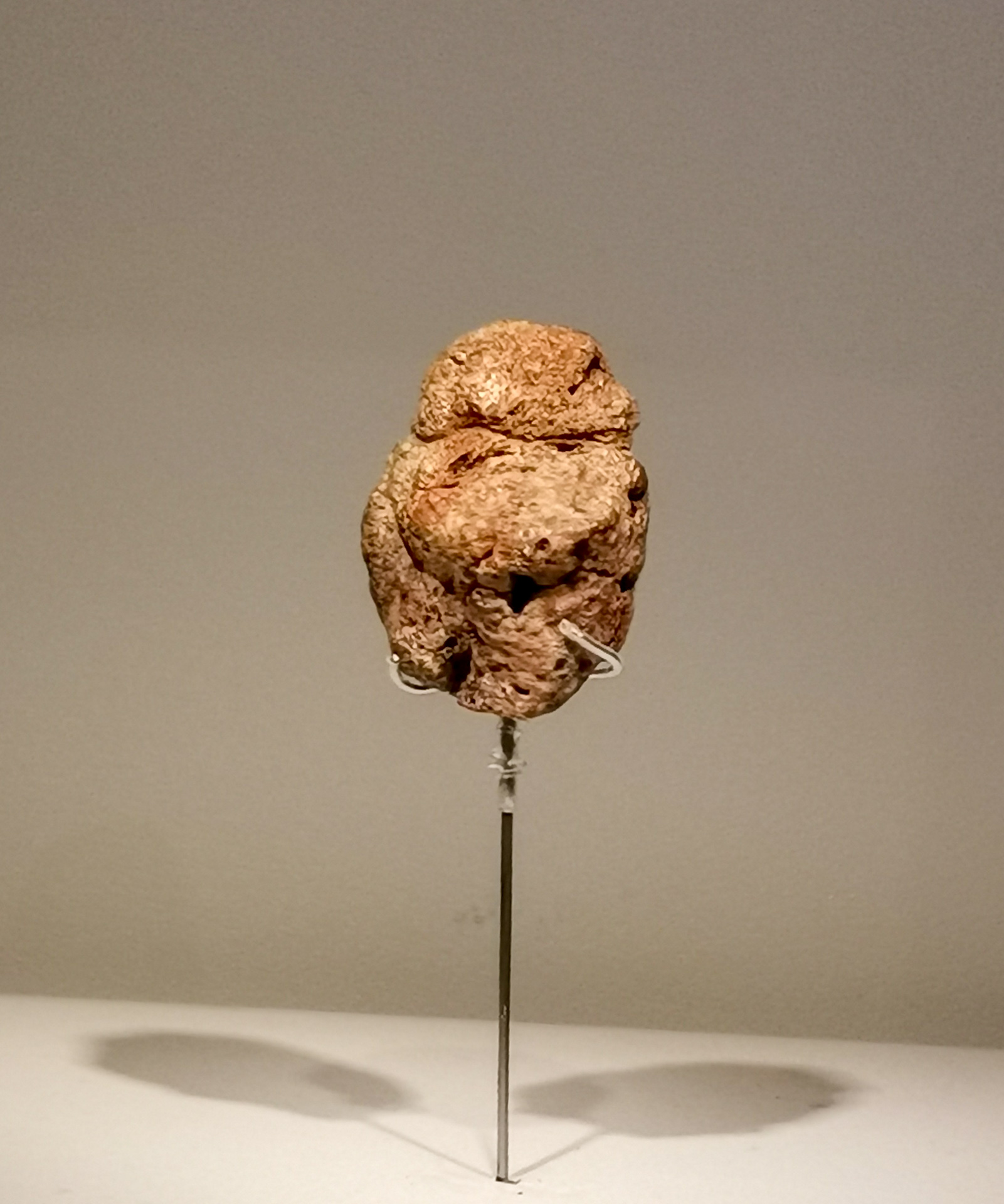
تمثال فينوس المنحوت على شكل حبة حصى، أقدم الشواهد الأثرية على الاستيطان في الجولان.

شهد الجزء الجنوبي من مرتفعات الجولان في الألفية الثانية قبل الميلاد زيادة ملحوظة في النشاط الاستيطاني. تمثلت هذه المستوطنات في تجمعات صغيرة أقيمت على المنحدرات المشرفة على بحيرة طبريا أو قرب الأخاديد المجاورة. ويُحتمل أن تكون هذه المستوطنات مرتبطة بـ"مدن أرض غاشورو" الواردة في الرسالة رقم 256 من رسائل العمارنة، والتي كتبها الأمير فيهيلو (بيلا). هذا التنظيم السياسي كان مختلفًا عن دول المدن المجاورة مثل حاصور في الغرب وعشتروت في الشرق، مما يُبرز تميز المنطقة في ذلك الوقت. ومع ذلك، خلال أواخر العصر البرونزي، انخفضت الكثافة السكانية في الجولان.
مع انهيار العصر البرونزي المتأخر، ظهرت في الجولان مملكة جديدة تُدعى "جَشور"، والتي يُعتقد أنها امتداد حضاري لـ"أرض غاشورو". يُشار إلى هذه المملكة في الكتاب المقدس العبري ككيان مستقل خلال حكم الملك داود في القرن العاشر قبل الميلاد. ويؤكد زواج داود من معكة (ابنة الملك تلماي ملك جشور) على وجود تحالف سياسي وسلالي بين إسرائيل وجشور. إلا أنه بحلول منتصف القرن التاسع قبل الميلاد، استحوذت آرام-دمشق على مملكة جشور، مما جعلها جزءًا من توسعاتها الإقليمية. أدى هذا الصراع إلى مواجهات عسكرية بين آرام-دمشق ومملكة إسرائيل في منطقتي الجولان وجلعاد خلال القرنين التاسع والثامن قبل الميلاد، ومن أبرزها الانتصاران الإسرائيليان في موقع أفيق، الذي يُعتقد أنه يتطابق مع بلدة أفيك الحالية قرب بحيرة طبريا.
في القرن الثامن قبل الميلاد، غزت الإمبراطورية الآشورية الجولان وضمتها إلى ولاية قرنايم، التي ربما شملت أيضًا دمشق. تلا هذه السيطرة الآشورية فترات حكم الإمبراطوريتين البابلية والأخمينية. وفي القرن الخامس قبل الميلاد، أعادت الإمبراطورية الأخمينية توطين اليهود العائدين من السبي البابلي في المنطقة، وهو ما توثقه فسيفساء رحوب.
بعد الفتح الآشوري، تراجعت الأدلة الأثرية المتعلقة بالجولان لفترة امتدت نحو أربعة قرون، مما ترك فجوة تاريخية تُثير تساؤلات حول الحياة في تلك الحقبة.

### الجولان في التاريخ القديم
سيطرت على المنطقة حضارات متعددة على مدى التاريخ. ومع نهاية الألف الثالثة قبل الميلاد سيطر عليها العموريون أو عاموليق الذين وصلوا في تلك الفترة إلى أواسط بلاد الرافدين وسوريا على شكل موجات كبيرة من شبه الجزيرة العربية واستمرت سيطرتهم حتى ظهور الآراميين، الذين أسسوا مجموعات زراعية مستقرة ودولاً وأُسَر حاكمة في سوريا.
يذكر اسم جولان في العهد القديم في سفر التثنية وفي سفر يشوع كإحدى مدن الملجأ الثلاثة الواقعة عبر نهر الأردن والتي يلجأ إليها من قتل إنسانًا سهوًا وخشي من الانتقام (التثنية 4:43، يشوع 20:8). وتُذكر مدينة جولان كمدينة واقعة في منطقة باشان ضمن الأراضي التابعة، أورد هذه المعلومة الجغرافي الفرنسي آبل فيرمي في كتابه جغرافية فلسطين الموضوع باللغة الفرنسية، وهذا التفسير الذي يحاول ضم الجولان إلى أرض باشان غير صحيح لأنه اسم لمنطقة هي بالأصل محلة معروفة باسم سحم الجولان من أرض باشان والحقيقة أن سحم الجولان اسم مكان أضيف إلى إقليم الجولان الموجود قبلاً، فيقول الدكتور: ر.دوسويري في كتابه الطبغرافية التاريخية لسورية القديمة في العصور الوسطى الصادر في باريس عام 1927 ص 323-324 (إن التعسّف في استخدام اللغة هو الذي أعطى لاصطلاح باشان وبخاصة في الأدب العبراني مفهوماً أوسع تتجاوز بموجبه مملكة عوج ملك باشان حدود باثانيا (وهذه هي أرض باسان اسم بيت سان - بيسان)، ولكن هذا لا يُبرر تعديلاً في قيمة الاصطلاح الجغرافي فالاتجاه الذي يبديه محرروا أسفار التوراة لتوسيع اصطلاح باشان ليشمل كل ممتلكات عوج يجب تصحيحه، ولقد جرّ ذلك إضافات على النص التوراتي من السهل تقصيها واكتشافها لسبط منسي.
يصف يوسيفوس فلافيوس (37-100 للميلاد تقريبا) منطقة الجولان في كتابه «حروب اليهود»، ويذكر معركتين حدثتا فيه: معركة بين الملك اليهودي إسكندر يناي الحشموني والملك العربي النبطي عبادة، ومعركة بين اليهود المتمردين والجنود الرومان في مدينة جملا (نحو سنة 70 للميلاد).

### الجولان في القرن ال20
كانت هَضْبة الجَوْلان ضمن حدود فلسطين الانتدابية عندما تم الاعتراف بالانتداب رسمياً في عام 1922، ولكن بريطانيا تخلت عن الجولان لفرنسا في الاتفاق الفرنسي البريطاني من 7 مارس 1923. وأصبحت الهضبة تابعة لسوريا عند إنهاء الانتداب الفرنسي في عام 1944.
عند رسم الحدود الدولية في 1923 بقيت في منطقة الجولان داخل الحدود السورية، وهذا استنادًا إلى اتفاقية سايكس بيكو (بتعديلات قليلة) بين بريطانيا وفرنسا اللتين احتلتا بلاد الشام من الدولة العثمانية بعد الحرب العالمية الأولى. وبعد تأسيس سلطة الانتداب الفرنسي على بلاد الشام، قررت فرنسا تقسيم منطقة الانتداب إلى وحدتين سياسيتين - سوريا ولبنان - وحُدّدت الجبال الواقعة شمالي الجولان (جبل روس، جبل الشيخ وغيرهما) الحدود بين البلدين. ولكن السلطات الفرنسية لم ترسم الحدود بين سوريا ولبنان بدقّة لاعتبارها حدودا داخلية، مما أثار الخلافات والمشاكل بين البلدين عندما استقلت كل منهما من فرنسا، حيث أصبحت الحدود الفرنسية حدوداً دولية. وما زالت هذه المشاكل قائمة في منطقة مزارع شبعا وقرية غجر وحتى تعقّدت إثر تداعيات احتلال الجيش الإسرائيلي لهضبة الجولان عام 1967.
في 15 مايو 1967 تأزّمت حالة النزاع بين إسرائيل ومصر وتدهورت بسرعة إلى أزمة إقليمية. وفي 5 يونيو 1967 اندلعت حرب 1967 بين إسرائيل وكل من سوريا والأردن ومصر. وفي الأيام الأربعة الأولى من الحرب تم تبادل إطلاق النار بين الجيشين السوري والإسرائيلي دون هجومات برية ما عدا محاولة فاشلة، قامت بها قوة دبابات سورية، للدخول في كيبوتس دان. أما في 9 يونيو 1967، بعد نهاية المعارك في الجبهتين المصرية والأردنية، غزا الجيش الإسرائيلي الجولان واحتل 1260 كم2 من مساحة الهضبة بما في ذلك مدينة القنيطرة. نزح جميع سكان القنيطرة بيوتهم إثر الاحتلال ولجأ إلى داخل الأراضي السورية وكذلك نزح الكثير من سكان القرى الجولانية بيوتهم ومزارعهم، ولكن سكان القرى الدرزية شمالي شرقي الجولان بقوا تحت السيطرة الإسرائيلية. أما سكان قرية غجر العلويون فبقوا في منطقة متروكة بين الجيش الإسرائيلي ولبنان، وبعد عدة أسابيع لجؤوا إلى الحاكم العسكري الإسرائيلي ليعتني بهم عندما أخذوا يعانون من نقص التغذية.
في أكتوبر 1973 اندلعت حرب أكتوبر وشهدت المنطقة معارك عنيفة بين الجيشين السوري والإسرائيلي. أثناء الحرب استرجع الجيش السوري مساحة قدرها 684 كم2 من أراضي الهضبة لمدة بضعة الأيام، ولكن الجيش الإسرائيلي أعاد احتلال هذه المساحة قبل نهاية الحرب. في 1974 أعادت إسرائيل لسوريا مساحة 60 كم2 من الجولان تضم مدينة القنيطرة وجوارها وقرية الرفيد في إطار اتفاقية فك الاشتباك، وقد عاد إلى هذا الجزء بعض سكانه، باستثناء مدينة القنيطرة التي ما زالت مدمرة. في السنوات الأخيرة شهدت المنطقة المجاورة للقنيطرة نمواً سكانياً ونشاطاً عمرانياً واقتصادياً لافتاً، ولكن الدخول إلى بعض المناطق المجاورة لخط الهدنة لا يزال ممنوعا حسب تعليمات السلطات السورية إلا بتصريح خاص. في ديسمبر 1981 قرر الكنيست الإسرائيلي ضم الجزء المحتل من الجولان الواقع غربي خط الهدنة 1974 إلى إسرائيل بشكل أحادي الجانب ومعارض للقرارات الدولية.

### الفترة الإسلامية المبكرة

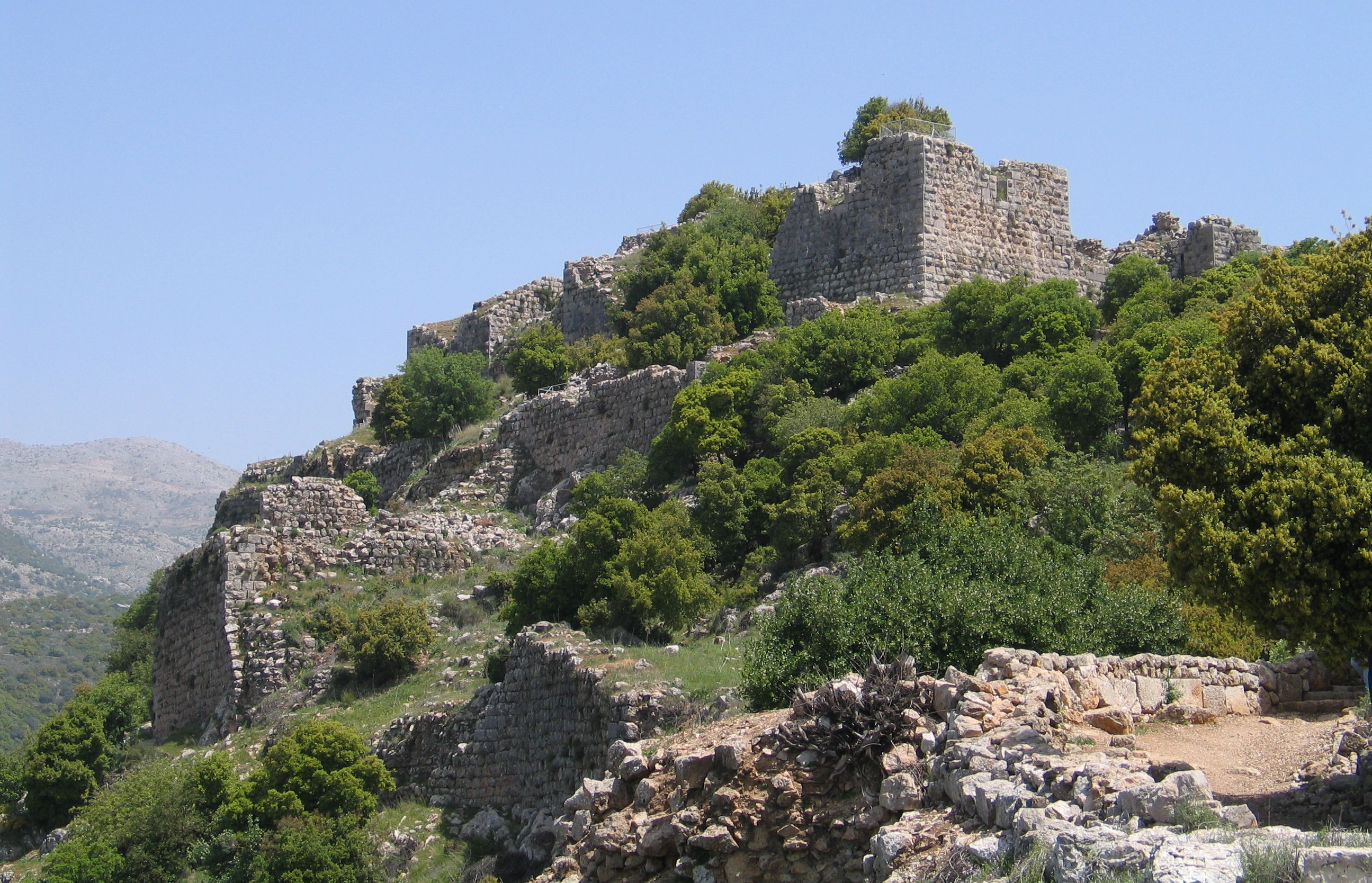
قلعة النمرود التي بناها الأيوبيون وتوسعت بشكل كبير في عهد المماليك

بعد معركة اليرموك، عين معاوية بن أبي سفيان أحد أفراد قبيلة قريش التي ينتمي إليها النبي محمد واليًا على بلاد الشام، بما في ذلك منطقة الجولان. وبعد اغتيال ابن عمه الخليفة عثمان بن عفان، طالب معاوية بالخلافة لنفسه، مما أدى إلى تأسيس الدولة الأموية. وخلال القرون التالية، بقي الجولان تحت سيطرة المسلمين، لكنه شهد تغيرات في الحكم، إذ خضع أولاً للعباسيين، ثم للفاطميين الشيعة، وأخيرًا للسلاجقة الأتراك.
في عام 746 م، دمر زلزال قرية قَصْرين في الجولان، مما أدى إلى تراجع ملحوظ في النشاط السكاني خلال الفترة العباسية (حوالي 750-878 م). ومع ذلك، استمرت المجتمعات اليهودية بالوجود في مناطق مثل بلدة فيق في جنوب الجولان وبلدة نوى في منطقة البثنية حتى العصور الوسطى.
تعايشت القبائل البدوية مع السكان المستقرين في المنطقة على مدى قرون عديدة. وفي بعض الأحيان، حاولت الحكومات المركزية توطين البدو، مما أدى إلى إنشاء مجتمعات دائمة. ومع ضعف نفوذ الأنظمة الحاكمة، كما حدث في بدايات الفترة الإسلامية، ازدادت النزعات البدوية، وتم التخلي عن العديد من القرى الزراعية الريفية نتيجة المضايقات البدوية. وظلت هذه القرى مهجورة حتى النصف الثاني من القرن التاسع عشر.

### الفترة الصليبية-الأيوبية
شكّل الجولان عقبة أمام جيوش الصليبيين خلال الحملات الصليبية، إلا أنهم تمكنوا من السيطرة على مدينة بانياس ذات الأهمية الاستراتيجية مرتين: الأولى بين عامي 1128 و1132، والثانية بين عامي 1140 و1164. خضعت المنطقة بعد انتصارات السلطان نور الدين زنكي لحكم الدولة الأيوبية الكردية بقيادة السلطان صلاح الدين الأيوبي.
في عام 1259، اجتاح المغول المنطقة، لكنهم هُزموا على يد القائد المملوكي قطز في معركة عين جالوت عام 1260 والذي أصبح لاحقًا سلطانًا. ضمن هذا الانتصار سيطرة المماليك على المنطقة لمدة 250 عامًا تقريبًا.

### الدولة العثمانية
في القرن السادس عشر، غزا العثمانيون الأتراك سوريا، وأصبحت هضبة الجولان جزءاً من سنجق حوران. وفي ستينيات القرن ذاته، أسس لاله مصطفى باشا المسؤول العثماني القنيطرة كمركز إقليمي مهم. بنى فيها خانًا (كارافانسراي)، ومسجداً، ومتاجر، ووهبها عقارات في العديد من القرى المحيطة بالجولان.

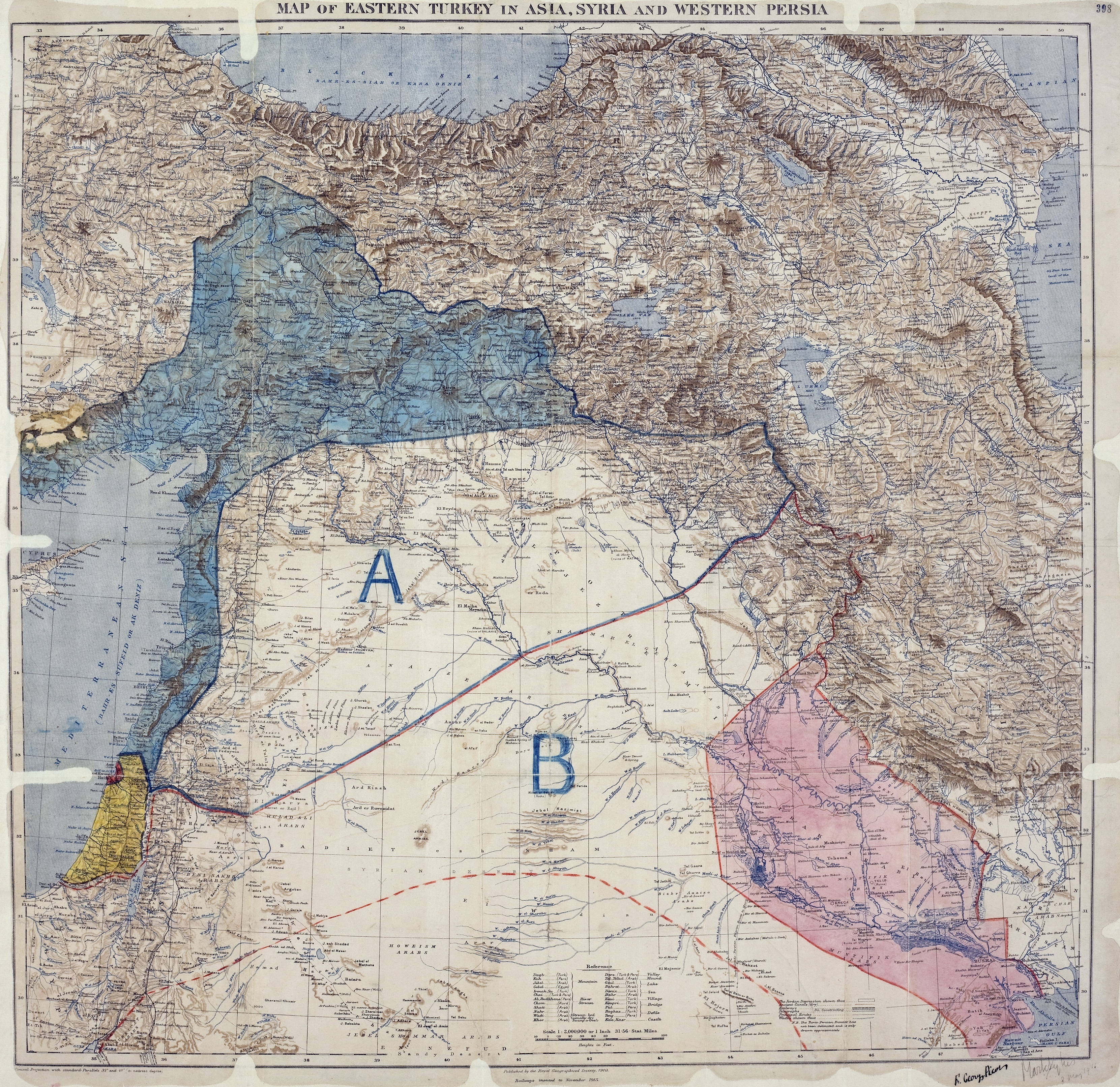
خريطة اتفاقية سايكس بيكو الموقعة في 8 مايو 1916 تظهر مرتفعات الجولان في المنطقة "أ"، وهي دولة عربية مستقلة تقع ضمن نطاق النفوذ الفرنسي.

شهد الجولان تأسيس بعض المجتمعات الدرزية في القرنين السابع عشر والثامن عشر. أما القرى التي تم التخلي عنها في الفترات السابقة بسبب غارات القبائل البدوية، فلم يعاد توطينها إلا في النصف الثاني من القرن التاسع عشر.
خلال القرن الثامن عشر، خاضت قبيلة الفضل، وهي قبيلة عربية قديمة في بلاد الشام، صراعات مع القبائل التركمانية والكردية على الهيمنة في الجولان. وقد وثق المستكشف بوركهاردت وجود قبيلة الفضل في الجولان في أوائل القرن التاسع عشر.
استمر التنقل الرعوي في الجولان بسبب شتاء المنطقة القاسي، حيث كان الشتاء يدفع القبائل إلى العيش في "القرى الشتوية" البدائية حتى القرن التاسع عشر. ومع بداية النصف الثاني من القرن ذاته، بدأ الاستقرار في القرى، التي أصبحت نواة للحياة المستقرة في الجولان في القرن العشرين.
في عام 1868، وصف بعض المؤرخين المنطقة بأنها "مقفرة تقريبًا". وفقًا لدليل سياحي من تلك الفترة، كانت 11 من أصل 127 مدينة وقرية قديمة في الجولان فقط مأهولة بالسكان. وبحلول أواخر القرن التاسع عشر، كانت هضبة الجولان مأهولة بالعرب، والتركمان، والشيشان، الذين شجعهم العثمانيون على الاستقرار في المنطقة. فقد تم منحهم أراضٍ مع إعفاء ضريبي لمدة 12 عامًا. كانت قبيلة الفضل، والدروز، والشيشانيون في صراع دائم على الهيمنة المحلية، ولكن هذه الصراعات خفت مع اعتراف الحكومة العثمانية بأراضي الفضل ومرعاها في الجولان. تم استثمار هذه الأراضي باسم أمير القبيلة، الذي انتقل إلى دمشق وجمع الإيجارات من أفراد قبيلته الذين استقروا في المنطقة وشاركوا في الزراعة والرعي. سيطرت قبيلة الفضل على عدة قرى في الجولان، وأصبحت المسيطرة على طرق هامة إلى دمشق والجليل ولبنان. وفي القرن التاسع عشر، واصلت القبيلة توسيع أراضيها وبنت قصرين. انضم زعيم القبيلة إلى الأمير فيصل خلال الثورة العربية، وساندوا الانتفاضة ضد الفرنسيين في شمال الجولان.
وفي عام 1885، أجرى المهندس المدني والمعماري غوتليب شومان مسح شامل لهضبة الجولان نيابة عن الجمعية الألمانية لاستكشاف الأرض المقدسة، ونشر نتائج مسحاته في خريطة وكتاب بعنوان "الجولان".

#### الاستيطان اليهودي المبكر
في عام 1880، نشر لورنس أوليفانت كتابه "أرض الجلعاد"، الذي تناول فيه خطة للاستيطان اليهودي في هضبة الجولان. وقد أشار الكتاب إلى أهمية المنطقة كجزء من المخططات الصهيونية لإقامة مستوطنات في الأراضي الفلسطينية. في عام 1884، كانت هناك مساحات واسعة من الأراضي غير المزروعة بين القرى في الجزء السفلي من الجولان. إلا أنه بحلول منتصف تسعينيات القرن التاسع عشر، كانت معظم تلك الأراضي قد أصبحت مملوكة ومزروعة. وخلال هذه الفترة، أشترت جمعيات صهيونية مقرها رومانيا وبلغاريا والولايات المتحدة وإنجلترا بعض الأراضي في الجولان وحوران.

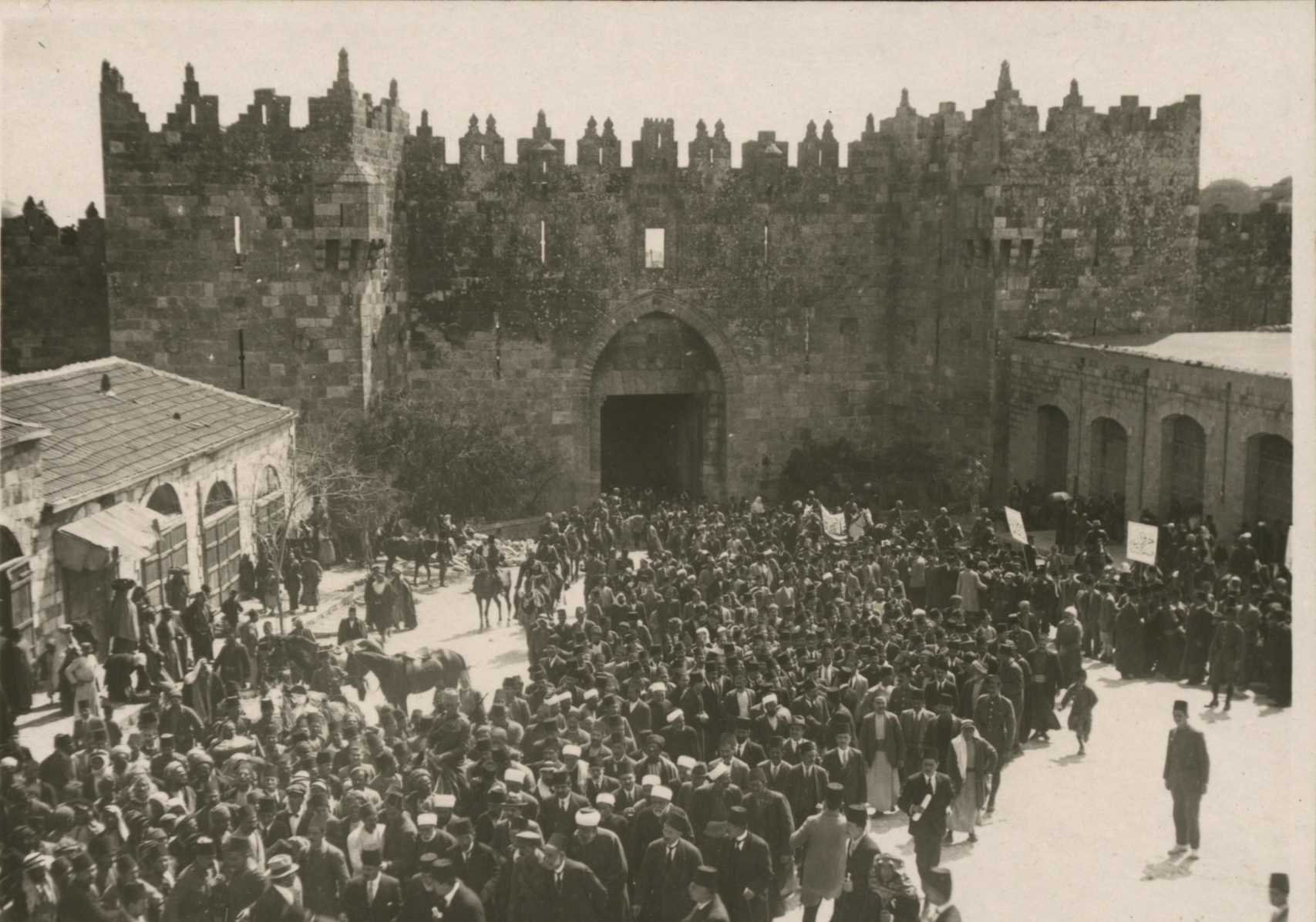
مظاهرة مناهضة للصهيونية عند بوابة دمشق في 8 آذار (مارس) 1920.

في شتاء عام 1885، أسس أعضاء من "اليشوف القديم" في صفد جمعية "بيت يهودا" واشتروا 15,000 دونم من الأراضي في قرية الرمثانية الواقعة في الجولان الأوسط. إلا أن القرية المسماة "جولان بي باشان" تم التخلي عنها بعد عام واحد بسبب الصعوبات المالية وطول الانتظار للحصول على "كوشان" (سند ملكية عثماني). بعد فترة قصيرة، أعادت الجمعية تنظيم نفسها واشترت 2,000 دونم من الأراضي في قرية بير الشاغم الواقعة في المنحدرات الغربية للجولان. وأسست هناك قرية أسموها "بني يهودا"، التي استمرت حتى عام 1920، حيث غادرتها العائلات الأخيرة بعد أعمال شغب عيد الفصح في ذلك العام. في عام 1944، اشترت "الصندوق القومي اليهودي" أراضي "بني يهودا" من أصحابها اليهود، إلا أن محاولة لاحقة لإثبات ملكية اليهود للعقار في بير الشاغم عبر المحاكم باءت بالفشل.
بين عامي 1891 و1894، اشترى البارون إدموند جيمس دي روتشيلد حوالي 150,000 دونم من الأراضي في الجولان وحوران بهدف إقامة مستوطنات يهودية. وقد تم تأمين التصاريح القانونية والسياسية اللازمة، وسُجلت ملكية الأراضي في أواخر عام 1894. كما قام اليهود ببناء طريق يمتد من بحيرة الحولة إلى مزيريب. في الوقت ذاته، حصلت جمعية "أغودات أخيم"، التي كانت مقرها في يكاترينوسلاف في روسيا، على 100,000 دونم من الأراضي في مناطق فيق ودرعا. تم إنشاء مشتل نباتات وبدأ العمل في بناء المنشآت الزراعية في منطقة جيلين. كما تم تأسيس قرية "تيفيرت بنيامين" على أراضٍ تم شراؤها من سهام الجولان بواسطة جمعية "شافي صهيون" المقرها في نيويورك، إلا أن المشروع تم التخلي عنه بعد عام بسبب إصدار الأتراك مرسومًا في عام 1896 يقضي بطرد 17 عائلة غير تركية.
بين عامي 1904 و1908، استقرت مجموعة من اليهود القرم في منطقة قريبة من القرية العربية "الطيحة" في وادي بيت صيدا. كانوا في البداية مستأجرين لدى مالك كردي مع إمكانية شراء الأرض، لكن الترتيب تعثر بسبب العديد من المشاكل. انخفض الاستيطان اليهودي في المنطقة تدريجيًا نتيجة العداء العربي، والبيروقراطية التركية، وانتشار الأمراض، والصعوبات الاقتصادية. بين عامي 1921 و1930 خلال فترة الانتداب الفرنسي، حصلت جمعية الاستعمار اليهودي الفلسطينية على سندات ملكية أراضي روتشيلد واستمرت في إدارتها، وجمعت الإيجارات من الفلاحين العرب الذين كانوا يعيشون هناك.

### الانتداب الفرنسي والبريطاني
قبلت بريطانيا الانتداب على فلسطين خلال اجتماع المجلس الأعلى للحلفاء في سان ريمو، لكن حدود الإقليم لم تُحدد في تلك المرحلة. تم تحديد الحدود بين الانتدابين البريطاني والفرنسي بشكل عام من خلال اتفاقية الحدود الفرنسية البريطانية في ديسمبر 1920. وقد وضعت الاتفاقية معظم هضبة الجولان ضمن نطاق النفوذ الفرنسي. كما أسست الاتفاقية لجنة مشتركة لتسوية التفاصيل الدقيقة للحدود وتحديدها على الأرض.
قدمت اللجنة تقريرها النهائي في 3 فبراير 1922، ووافقت عليه الحكومتين البريطانية والفرنسية مع بعض التحفظات في 7 مارس 1923، أي قبل عدة أشهر من تولي بريطانيا وفرنسا مسؤوليات الانتداب في 29 سبتمبر 1923. وفي إطار العملية ذاتها، نقلت قطعة أرض قريبة تشمل الموقع الأثري تل القاضي واللدان من سوريا إلى فلسطين في أوائل عام 1924.
أصبحت هضبة الجولان بما في ذلك نبع الوزاني ونبع بانياس جزءًا من سوريا الفرنسية، في حين وضعت بحيرة طبريا بالكامل ضمن فلسطين البريطانية. وعندما انتهى الانتداب الفرنسي على سوريا في عام 1944، أصبحت هضبة الجولان جزءًا من الدولة السورية المستقلة حديثًا، ودمجت لاحقًا في محافظة القنيطرة.

### مفاوضات السلام الإسرائيلية السورية
خلال المفاوضات التي رعتها الولايات المتحدة بين عامي 1999 و2000، ناقشت إسرائيل وسوريا اتفاقية سلام تشمل انسحاب إسرائيل مقابل هيكل سلام شامل، والاعتراف الكامل وتطبيع للعلاقات. وكانت الخلافات في المراحل النهائية للمحادثات تدور حول الوصول إلى بحيرة طبريا. عرضت إسرائيل الانسحاب إلى حدود ما قبل 1948 (خط باوليت-نيوكومب لعام 1923)، بينما أصرت سوريا على حدود 1967. لم تعترف سوريا بالخط الأول، مدعية أنه مفروض من قبل القوى الاستعمارية، بينما رفضت إسرائيل الخط الثاني باعتباره نتيجة للعدوان السوري.
الفارق بين الخطين لا يتجاوز 100 متر في معظم الحالات، لكن خط 1967 كان سيمكن سوريا من الوصول إلى بحيرة طبريا، بينما كانت إسرائيل ترغب في الاحتفاظ بالسيطرة على بحيرة طبريا التي تُعد بحيرتها الوحيدة للمياه العذبة وموردًا مائيًا مهمًا. وُجه دينيس روس كبير المفاوضين الأمريكيين في الشرق الأوسط اللوم إلى رئيس الوزراء الإسرائيلي إيهود باراك، بسبب التراجع في المفاوضات. كما ألقى الرئيس الأمريكي بيل كلينتون اللوم على إسرائيل في مذكراته "حياتي".
في يونيو 2007، أفيد بأن رئيس الوزراء إيهود أولمرت قد أرسل رسالة سرية إلى الرئيس السوري بشار الأسد، مفادها أن إسرائيل مستعدة للتنازل عن الأراضي مقابل اتفاق سلام شامل وقطع سوريا علاقتها مع إيران والجماعات المسلحة في المنطقة. في نفس اليوم، أعلن رئيس الوزراء الأسبق بنيامين نتنياهو أن الرئيس السوري السابق حافظ الأسد قد وعد بالسماح لإسرائيل بالاحتفاظ بجبل الشيخ في أي اتفاق مستقبلي.
في أبريل 2008، أفادت وسائل الإعلام السورية بأن رئيس وزراء تركيا رجب طيب أردوغان قد أخبر الرئيس بشار الأسد أن إسرائيل ستنسحب من هضبة الجولان مقابل السلام. وقد عقد قادة المجتمعات الإسرائيلية في هضبة الجولان اجتماعًا خاصًا وأكدوا أن "جميع مشاريع البناء والتنمية في الجولان مستمرة كما هو مخطط لها، مدفوعة باليقين من أن أي محاولة للمساس بالسيادة الإسرائيلية في الجولان ستسبب أضرارًا كبيرة لأمن الدولة وبالتالي محكوم عليها بالفشل". أظهر استطلاع للرأي في عام 2008 أن 70% من الإسرائيليين يعارضون التخلي عن الجولان مقابل السلام مع سوريا.
في عام 2008، أصدرت الجمعية العامة للأمم المتحدة قرارًا لصالح الجولان بنتيجة 161 صوتًا مقابل 1، وأكدت قرار مجلس الأمن الدولي رقم 497، ودعت إسرائيل إلى التوقف عن "تغيير الطابع الجغرافي، والتركيب السكاني، والهياكل المؤسسية، والوضع القانوني للجولان السوري المحتل، وبشكل خاص التوقف عن إقامة المستوطنات وفرض الجنسية الإسرائيلية وبطاقات الهوية الإسرائيلية على المواطنين السوريين في الجولان السوري المحتل، ووقف الإجراءات القمعية ضد سكان الجولان السوري المحتل". كانت إسرائيل الدولة الوحيدة التي صوتت ضد القرار. انهارت المحادثات غير المباشرة بعد اندلاع حرب غزة، حيث قطعت سوريا المحادثات احتجاجًا على العمليات العسكرية الإسرائيلية. بعدها، طلبت إسرائيل من تركيا استئناف الوساطة.
في مايو 2009، قال رئيس الوزراء بنيامين نتنياهو إن إعادة هضبة الجولان ستجعلها "خطوط إيران الأمامية التي ستهدد دولة إسرائيل بأكملها". وأضاف: "أذكر هضبة الجولان دون قصرين، وفجأة نرى مدينة مزدهرة في أرض إسرائيل، التي كانت في فترة الهيكل الثاني جوهرة قد أُعيد إحياؤها من جديد". وقال الدبلوماسي الأمريكي مارتن إينديك إن جولة المفاوضات 1999–2000 بدأت خلال ولاية نتنياهو الأولى (1996–1999)، وكان نتنياهو أقل تشددًا مما بدا عليه.
في مارس 2009، ادعى الرئيس السوري بشار الأسد أن المحادثات غير المباشرة قد فشلت بعد أن لم تلتزم إسرائيل بالانسحاب الكامل من هضبة الجولان. وفي أغسطس 2009، قال إن عودة هضبة الجولان بالكامل كانت "غير قابلة للتفاوض"، وأنها ستظل "عربية بالكامل" وستعود إلى سوريا.
في يونيو 2009، قال الرئيس الإسرائيلي شمعون بيريز إن الأسد يجب أن يتفاوض دون شروط مسبقة، وأن سوريا لن تحصل على تنازلات إقليمية من إسرائيل على "طبق من فضة" بينما تحافظ على علاقاتها مع إيران وحزب الله. وفي ردٍ عليه، طالب وزير الخارجية السوري وليد المعلم إسرائيل بالتنازل عن هضبة الجولان "على طبق من فضة" دون شروط مسبقة، مضيفًا أن "هذه أرضنا"، ومحملاً إسرائيل مسؤولية عدم الالتزام بالسلام. وادعى الرئيس الأسد أنه "لا يوجد شريك حقيقي في إسرائيل".
في عام 2010، قال وزير الخارجية الإسرائيلي أفيغدور ليبرمان: "يجب أن نُعلم سوريا أنه كما تخلت عن حلمها في سوريا الكبرى التي تتحكم في لبنان... سيكون عليها التخلي عن مطالبها النهائية بشأن هضبة الجولان".

### الحرب الأهلية السورية
من عام 2012 حتى 2018، أصبحت هضبة الجولان الشرقية مسرحًا لمعركة مستمرة بين الجيش العربي السوري، والفصائل المتمردة التابعة للمعارضة السورية بما في ذلك الجبهة الجنوبية المعتدلة وجبهة النصرة ، والفصائل المرتبطة بتنظيم الدولة الإسلامية في العراق والشام (داعش).
أضافت فظائع الحرب الأهلية السورية وصعود تنظيم داعش، الذي سيطر من عام 2016 حتى 2018 على أجزاء من الجولان الذي تديره سوريا، بُعدًا جديدًا للقضية. في عام 2015، أفيد بأن رئيس الوزراء الإسرائيلي بنيامين نتنياهو طلب من الرئيس الأمريكي باراك أوباما الاعتراف بالمطالبات الإسرائيلية بالأراضي بسبب تصرفات داعش الأخيرة، ولأن سوريا الحديثة على الأرجح "تفككت" إلى درجة أن إعادة توحيدها أصبحت مستحيلة. رفضت إدارة البيت الأبيض اقتراح نتنياهو، وأكدت أن الرئيس أوباما يواصل دعم قراري الأمم المتحدة 242 و497، وأن أي تعديل لهذه السياسة قد يضر بالتحالفات الأمريكية مع الجماعات المتمردة السورية المدعومة من الغرب.
في عام 2016، اعتذر تنظيم الدولة الإسلامية لإسرائيل بعد تبادل لإطلاق النار مع الجنود الإسرائيليين في المنطقة. وفي مايو 2018، شن الجيش الإسرائيلي   غارات جوية "واسعة" ضد منشآت عسكرية إيرانية مزعومة في سوريا بعد أن أُفيد بأن 20 صاروخًا إيرانيًا أُطلقوا باتجاه مواقع الجيش الإسرائيلي في الجولان الغربي.
في 17 أبريل 2018، بعد الضربات الصاروخية التي شنها كل من الولايات المتحدة وفرنسا والمملكة المتحدة ضد سوريا في 2018، سار حوالي 500 من دروز هضبة الجولان في بلدة عين قنيّة دعمًا للرئيس السوري بشار الأسد في يوم استقلال سوريا، واحتجاجًا على الضربات التي قادتها أمريكا.
في 31 يوليو 2018، وبعد شن هجوم عسكري دام شهرًا ضد المتمردين وداعش، استعادت الحكومة السورية السيطرة على هضبة الجولان الشرقية.

### حرب 2023-2024
في يونيو 2024، شن حزب الله سلسلة من الهجمات الصاروخية والجوية بطائرات مسيرة في هضبة الجولان، مما أدى إلى تدمير 10,000 دونم من المناطق المفتوحة بسبب الحرائق. وكان ذلك ردًا على الهجوم الإسرائيلي على أهداف لحزب الله في لبنان. تسببت الحرائق في تلف أجزاء من محمية الغابة اليهودية الطبيعية، بما في ذلك مسارات المشي. وفقًا لمتحدث باسم هيئة الطبيعة والحدائق، قد يستغرق الأمر عدة سنوات لتتعافى النباتات المحلية.
في 27 يوليو 2024، أصاب صاروخ من جنوب لبنان ملعبًا لكرة القدم في بلدة مجدل شمس الدرزية في هضبة الجولان. أسفر الهجوم عن مقتل 12 طفلًا درزيًا. أفادت القوات الإسرائيلية بأن الصاروخ أُطلق من قبل حزب الله وهو ما نفاه الحزب.
بعد الهجمات التي شنها معارضو النظام السوري في 2024 وسقوط نظام الأسد، أمر رئيس الوزراء الإسرائيلي بنيامين نتنياهو القوات الإسرائيلية بالاستيلاء على المنطقة العازلة في 8 ديسمبر 2024، مشيرًا إلى التخلي عن المواقع السورية وانهيار اتفاقية وقف إطلاق النار لعام 1974. كما شنت القوات الإسرائيلية ضربات على الأصول العسكرية السورية، بما في ذلك ضربات جوية دمرت البحرية السورية، وزعمت إسرائيل تدمير 90% من صواريخ سوريا المضادة للطائرات المعروفة.
بدأت إسرائيل انتهاك اتفاقية فك الاشتباك لعام 1974 قبل سقوط الأسد في نوفمبر من خلال الأعمال الهندسية وتحريك الدبابات داخل المنطقة المنزوعة السلاح. وقد تواصلت بعثة الأمم المتحدة لمراقبة فض الاشتباك مرارًا مع القوات الإسرائيلية للاحتجاج على البناء". في ديسمبر، احتلت القوات الإسرائيلية جبل الشيخ، متقدمة حتى بلدة بقعسم الواقعة على بعد حوالي 25 كيلومترًا من دمشق. أتاح احتلال جبل الشيخ الذي يعتبر أعلى نقطة في سوريا بارتفاع 2800 متر مراقبة إلكترونية إسرائيلية عميقة داخل الأراضي السورية، بالإضافة إلى توفير تحذيرات إضافية فيما يتعلق بالتطورات العسكرية في المنطقة.

## الوضع السياسي الحالي

خريطة الحدود وخطوط الهدنة التاريخية والحالية في هضبة الجولان منذ 1923

ما زالت حدود عام 1923 هي الحدود الدولية المعترف بها من قبل المجتمع الدولي، غير أن كل من سوريا وإسرائيل تطالب بتغييرها، إذ تطالب سوريا بإعادة الحدود إلى حالتها في 4 يونيو 1967، معتبرة بعض الأراضي الواقعة بين الحدود الدولية ووادي نهر الأردن أراضٍ سورية، وكذلك تطالب بالجزء الشمالي الشرقي من بحيرة طبرية (قرار مجلس الأمن 242 و338). ولا تزال الأمم المتحدة تشير إلى هضبة الجولان باعتبارها «أرضاً سورية محتلة». أما إسرائيل فتطالب رسمياً بالاعتراف بضم الجولان إلى أراضيها، وهو أمر مُناف للقرارات الدولية، وأعلنت إسرائيل في بعض المناسبات استعدادها للانسحاب من الجولان في إطار اتفاقية سلمية مع ترتيبات أمنية خاصة. في 1993 قال رئيس الوزراء الإسرائيلي إسحاق رابين أن «عمق الانسحاب من الجولان سيعادل عمق السلام». في جلسة مجلس الوزراء الإسرائيلي في 8 سبتمبر 1994 لمّح رابين إلى أن الانسحاب من الجولان سيتم في إطار اتفاقية سلمية تشابه معاهدة السلام بين إسرائيل ومصر، أي انسحاب تدريجي مرافق بتطبيع العلاقات بين سوريا وإسرائيل وترتيبات أمنية خاصة، ولكن المفاوضات الإسرائيلية السورية في ذلك الحين وصلت إلى طريق مسدود. هناك تقارير متناقضة حول استعداد بنيامين نتنياهو لاستئناف المفاوضات بشأن الجولان، أمّا إيهود باراك فبادر استئناف المفاوضات برعاية أمريكية واقترح على وزير الخارجية السوري فاروق الشرع في مباحثات شفردستاون في يناير 2000 الانسحاب إلى الحدود الدولية (حدود 1923) مقابل ترتيبات أمنية خاصة وتطبيع العلاقات الإسرائيلية السورية. توقفت هذه المباحثات دون أن يشرح أي من الجانبين السبب لذلك بشكل رسمي. حسب تقارير في الصحافة الإسرائيلية رفضت سوريا اقتراح باراك لأنها تطالب الانسحاب الإسرائيلي من أراضٍ غربي حدود 1923 سيطر الجيش السوري عليها قبل يونيو 1967، وهي مطالبة تعتبرها إسرائيل غير شرعية.
وفي 23 أبريل 2008 نشرت وكالة الأنباء السورية «شام برس» أن رئيس الوزراء الإسرائيلي إيهود أولمرت أبلغ الرئيس السوري بشار الأسد، عبر رئيس الوزراء التركي، أنه مستعد لانسحاب إسرائيلي من هضبة الجولان مقابل السلام. لم يردّ أولمرت على هذا النشر، أما الأسد فأكّد في مقابلة مع جريدة «الوطن» القطرية اليوم التالي أنه قد تلقى هذا الإبلاغ، وأن هناك اتصالات مستمرة مع إسرائيل بوساطة تركية.

### قرار الضم الإسرائيلي
في 14 ديسمبر 1981 قرر الكنيست الإسرائيلي فيما يسمى ب«قانون الجولان»: «فرض القانون والقضاء والإدارة الإسرائيلية على هضبة الجولان»، وتشير الخارطة الملحقة بهذا القرار إلى المنطقة الواقعة بين الحدود الدولية من 1923 وخط الهدنة من 1974 كالمنطقة الخاضعة له. وضمن النقاش حول نص القرار قال مبادر القانون، رئيس الوزراء الإسرائيلي آنذاك مناحيم بيغن (ردًا على كلام أحد النواب): «أنت تستخدم كلمة 'ضم'. أنا لا استخدمها وكذلك نص القرار»، وأضاف بيغن فائلًا إن القرار لا يغلق الباب أمام مفاوضات إسرائيلية سورية. وبرغم عدم استخدام كلمة «ضم» في نص القرار، فسرته السلطات الإسرائيلية التنفيذية كأنه أمر بضم الجولان إلى إسرائيل وبدأت تتعامل مع المنطقة كأنها جزء من محافظة الشمال الإسرائيلية. لم يعترف المجتمع الدولي بالقرار ورفضه مجلس الأمن التابع للأمم المتحدة في قرار برقم 497 من 17 ديسمبر 1981. وتشير وثائق الأمم المتحدة إلى منطقة الجولان باسم «الجولان السوري المحتل» كما تشير إليه بهذا الاسم وسائل الإعلام العربية وبعض المنظمات الدولية الأخرى.
وقد أكد مجلس الأمن في قراره أن الاستيلاء على الأراضي بالقوة غير مقبول بموجب ميثاق الأمم المتحدة واعتبر قرار إسرائيل ملغيًا وباطلًا ومن دون فعالية قانونية على الصعيد الدولي؛ وطالبها باعتبارها قوة محتلة، أن تلغي قرارها فوراً. مع ذلك لم يفرض مجلس الأمن العقوبات على إسرائيل بسبب قرار ضم الجولان. من الناحية العملية أدى «قانون الجولان» إلى إلغاء الحكم العسكري في الجولان ونقل صلاحيته للسلطات المدنية العادية. لم يتغير الوضع القائم في المنطقة بشكل ملموس بعد 1981 إذ أقر «قانون الجولان» السياسة التي طبقتها إسرائيل منذ 1967.
وتبلغ مساحة المنطقة التي ضمتها إسرائيل 1200 كم2 من مساحة سورية بحدود 1923 البالغة 185,449 ألف كم2 وهو ما يعادل 0,65% من مساحة سورية ولكنه يمثل 14% من مخزونها المائي قبل 4 يونيو 1967. كما أن الجولان هو مصدر ثلث مياه بحيرة طبريا التي تمثل مصدر المياه الأساسي لإسرائيل والأراضي الفلسطينية.
يطمع الإسرائيليون بهضبة الجولان لأنهم يرون أهمية كبيرة في السيطرة عليها لما تتمتع به من موقع استراتيجي. فبمجرد الوقوف على سفح الهضبة، يستطيع الناظر تغطية الشمال الشرقي من فلسطين المحتلة، إسرائيل اليوم، بالعين المجردة بفضل ارتفاعها النسبي. وكذلك الأمر بالنسبة لسورية، فالمرتفعات تكشف الأراضي السورية أيضاً حتى أطراف العاصمة دمشق. أقامت إسرائيل محطات إنذار عسكرية في المواقع الأكثر ارتفاعاً في شمالي الهضبة لمراقبة تحركات الجيش السوري.

### المقاومة الشعبية
في الرابع عشر من شباط عام 1982، قام السوريّون في الجولان المحتل بإضراب عام وشامل، “المنية ولا الهوية” شعار أطلقه أبناء الجولان المحتل على إضرابهم المفتوح رفضا لفرض “الهوية الإسرائيلية” ولقرار الضم الباطل وللتأكيد على تمسّكهم بهويتهم الوطنية ومواصلة نضالهم في مواجهة إجراءات الاحتلال التعسفية حتى تحرير الجولان والعودة إلى الوطن سورية.
الإضراب أدى إلى شلل كامل في مختلف المناطق تزامن مع خروج مظاهرات عارمة، وسخرت قوات الاحتلال كل أدوات القمع والترهيب ضد أبناء الجولان وفرضت حصارا عسكريا شاملا على قرى وبلدات الجولان ومنعت وصول المواد الغذائية إليها وقطعت الكهرباء عن الأهالي في محاولة للضغط عليهم وإجبارهم على إنهاء الإضراب والقبول بقوانينها.

## مدينة القنيطرة

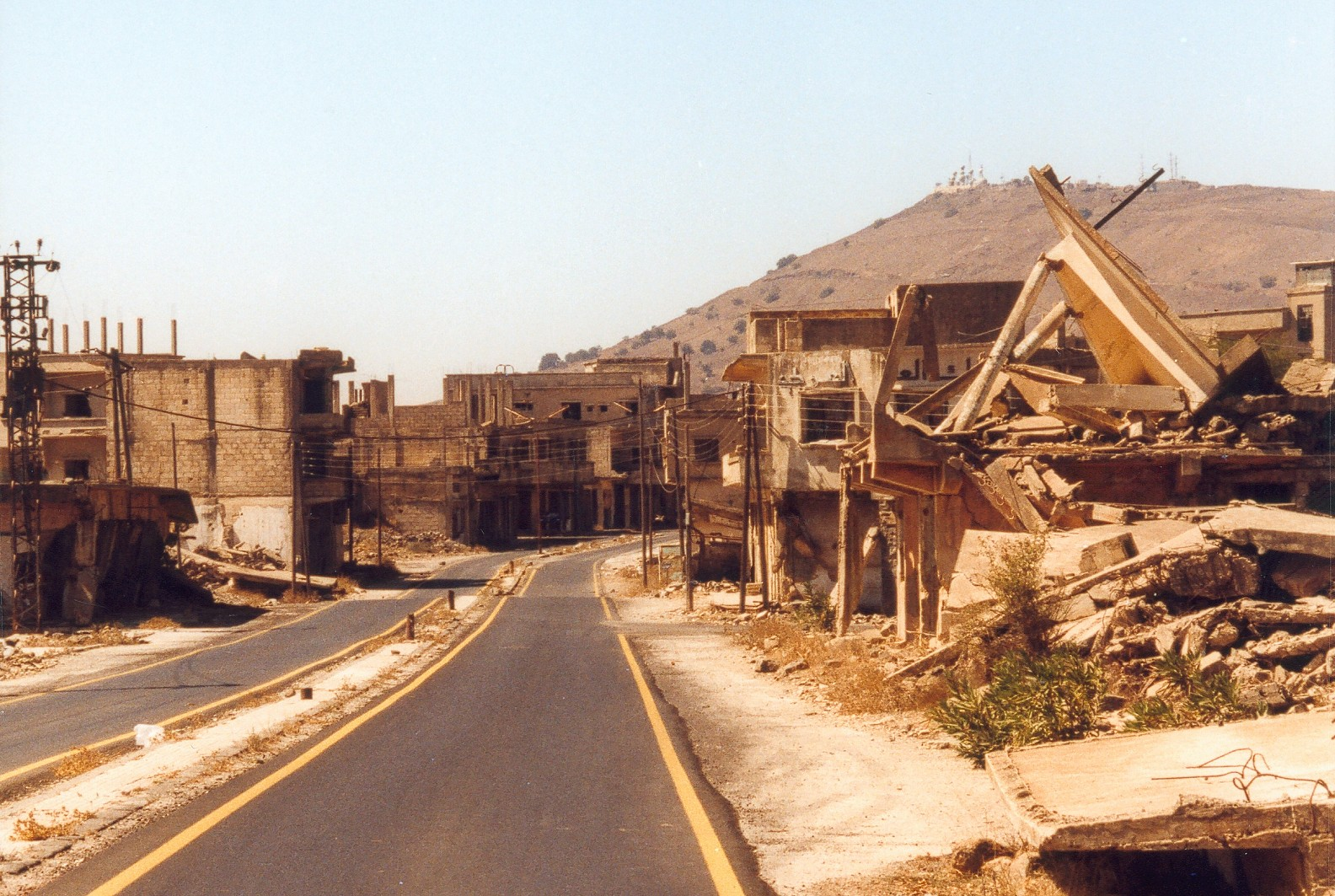
بقايا مدينة القنيطرة، سبتمبر 2001 (المصور: كريستيان كون)

قبل يونيو 1967 كانت القنيطرة المركز الإداري والتجاري لمنطقة الجولان. هُجِّر سكانها منها عند احتلالها من قبل إسرائيل. بين 1967 و1973 استخدم الجيش الإسرائيلي المدينة كساحة لتدريبات قواته وأسكن الجنود في بعض مبانيها المهجورة. كانت محاولة فاشلة لاستيطان المدنيين الإسرائيليين في المدينة ولكنهم انتقلوا إلى موقع آخر في الجولان. شن الجيش السوري هجمات صاروخية على المدينة، في إطار ما يسمى اليوم حرب الاستنزاف، لتشويش تدريبات القوات الإسرائيلية فيها، مما ألحق أضرارا ملموسة بمباني المدينة. في حرب أكتوبر نقلت المدينة من سيطرة القوات الإسرائيلية إلى القوات السورية، ثم أعاد الجيش الإسرائيل احتلالها، فكانت تحت السيطرة الإسرائيلية في نهاية الحرب. في اتفاقية الهدنة، أي اتفاقية فض الاشتباك، التي وقع الجانبان عليها في 31 مايو 1974 بوساطة أمريكية، تقرّر انسحاب القوات الإسرائيلية من عمق الأراضي السورية إلى مواقعها قبل أكتوبر 1973 باستثناء مدينة القنيطرة وبعض القرى المجاورة لها (رويحينة، وبئرعجم، والمدارية، وبريقة وكودنة) التي تقرر إعادتها لسورية مقابل التزام سوري بإبعاد قوات الجيش السوري وراء شريط يخضع لمراقبة قوات هيئة الأمم المتحدة. تضم الاتفاقية بندًا يدعو إلى إعادة المدنيين السوريين إلى المناطق التي انسحبت إسرائيل منها، وينص ملحق أضيف إلى الاتفاقية على إرسال قوة خاصة للأمم المتحدة (UNDOF) لمراقبة الهدنة وتطبيق الجانبين للاتفاقية، وما تزال هذه القوة متواجدة في المنطقة منذ ذلك الوقت وحتى الآن، ويقوم مجلس الأمن بتمديد مهمتها مرة كل ستة أشهر

### دمار القنيطرة
تدّعي الحكومة السورية أن المدينة تعرّضت لتدمير مُتعمَد من قبل إسرائيل في الأيام القليلة التي سبقت انسحابها منها، بينما تنفي إسرائيل هذا الاتهام[بحاجة لمصدر]. تبنت الجمعية العمومية للأمم المتحدة الموقف السوري في قرار لها برقم 3240، فعبّرت عن قناعتها العميقة «بأن القوات الإسرائيلية والسلطات الإسرائيلية المحتلة كانت مسؤولة عن التدمير المتعمد الكامل لمدينة القنيطرة، في خرق للبند 53 من معاهدة جنيف لعام 1949 تحت البند 147...». وبغضّ النظر عن الطرف الذي تسبّب بدمار المدينة فإن الجزء الأكبر من ذلك الدمار كان متعمداً لذاته لا عرضياً.
منذ إعادة المدينة إلى سورية في 1974، لم تقم الحكومة السورية بأعمال ترميم أساسية للمدينة، وما تزال المدينة خربة حتى الآن تعرض فيها الحكومة السورية ما تراه تدميرًا متعمدًا على زوّارها وترفض إعادة بنائها - بالرغم من استدعائها لإعادة النازحين في اتفاقية الهدنة - وتقول بأنها لن تعيد إعمار المدينة حتى انسحاب إسرائيل الكامل إلى حدود 4 حزيران/يونيو 1967 (شرط لا يرد في اتفاقية الهدنة). من جانب آخر، عملت السلطات السورية على بناء مدينة صغيرة بضواحي القنيطرة وأطلقت عليها اسم «مدينة البعث» كما أعادت إعمار القرى الجولانية الأخرى التي استعادتها.

## السكان
عدد قرى الجولان قبل الاحتلال بلغ 164 قرية و146 مزرعة. أما عدد القرى التي وقعت تحت الاحتلال فبلغ 137 قرية و112 مزرعة إضافة إلى القنيطرة.
وبلغ عدد القرى التي بقيت بسكانها 6 قرى: مجدل شمس ومسعدة وبقعاتا وعين قنية والغجر وسحيتا (رحّل سكان سحيتا في ما بعد إلى قرية مسعدة لتبقى 5 قرى). ودمّر الاحتلال الإسرائيلي 131 قرية و 112 مزرعة ومدينتين. كان عدد سكان الجولان قبل حرب حزيران 1967 نحو 154 ألف نسمة عاش 138 ألفاً منهم في المناطق الواقعة حالياً تحت الاحتلال، هجر أكثر من 131 ألف نسمة ودُمّرت قراهم ويبلغ عددهم حالياً قرابة 800 ألف نسمة ويعيشون في دمشق وضواحيها، وبقي 8 آلاف مواطن في القرى الخمسة الباقية، ويبلغ عددهم حالياً 20000 نسمة. في 1974 أعادت إسرائيل مدينة القنيطرة لسوريا في إطار اتفاقية الهدنة، ولكن حتى الآن لم يتم ترميم المدينة. أعلنت الحكومة السورية رفضها لترميم المدينة إن لم تنسحب إسرائيل إلى خط 4 يونيو، رغم التزامها بترميم المدينة وإعادة النازحين إليها في اتفاقية الهدنة.

### سكان الجزء العائد إلى سورية
غالبية سكان هذا الجزء من الجولان حالياً هم من العرب والتركمان والشركس. خلال السنوات الأولى بعد إعادة مدينة القنيطرة وضواحيها لسوريا، واعتبارًا من عام 1975، بدأ بعض النازحين بالعودة إلى منازلهم على حذر، وبدأت الحكومة السورية بتقديم معونات لمساعدة السكان على إعادة البناء باستثناء مدينة القنيطرة نفسها. فقد تم إعادة ترميم وبناء وعودة نسبة من السكان إلى الغالبية من قرى الجولان، في الثمانينات قامت بإنشاء تجمعات سكنية، فيما أطلق عليه «مشروع إعادة إعمار القرى المحررة». مركز المحافظة حاليًا هو مدينة خان أرنبة، وهناك عدة قرى وتجمّعات سكنية أخرى.
في عام 2004 أعلنت الحكومة السورية عزمها إعادة إعمار قريتي العدنانية والعشة، بحيث يتم بناء 1,000 وحدة سكنية في قرية العدنانية، و800 وحدة سكنية في العشة، بهدف إعادة إعمارهما وعودة سكّانها الأصليين.
توجد عدة نقاط تفتيش على الطرقات المؤدية للمنطقة، تطلب إبراز إثبات إقامة أو مبرر زيارة من جميع الأشخاص الذين يدخلون، ويتم الحصول على تصريح المرور للزيارة لمن لا يملكون إثبات إقامة بعد تقديم طلب خاص إلى الجهات المختصة من السلطات السورية بدمشق.

### سكان الجزء الخاضع حاليًا للسلطة الإسرائيلية
عدد سكان الجولان في الجزء الواقع غربي خط الهدنة 1974 يقدر بـ 40 ألف نسمة، منهم أكثر من عشرين ألف عربي (ينقسمون من ناحية دينية إلى حوالي 18,5 ألف درزي وحوالي 2500 من العلويين) وفيها حوالي 17,5 ألف مستوطن إسرائيلي يهودي. اليهود هم مواطنون إسرائيليون استوطنوا في الهضبة بعد 1967. الدروز والعلويون هم من السكان الأصليين بقوا في الجولان رغم احتلاله من قِبَل إسرائيل. ومن التجمعات السكانية العربية بلدات وقرى مجدل شمس ومسعدة وبقعاثا وعين قنية. كذلك تقع على الحدود بين الجولان ولبنان قرية الغجر وسكانها من العلويين يحملون الجنسية السورية، وأيضا أغلبيتهم يحملون الجنسية الإسرائيلية. حيث رفض بعض سكان القرى الباقية حمل هذه الجنسية.
أغلبية من بقي في الجزء من الجولان الخاضع للسلطة الإسرائيلية هم من الدروز. بعد قرار ضم الجولان في 1981 رفض معظمهم حمل الهوية الإسرائيلية وأعلنوا إضراباً عاماً، وصدر تحريم من مشايخ الدروز يحرم الجنسية الإسرائيلية. اليوم تحمل الأغلبية الساحقة منهم مكانة «مقيم دائم» في إسرائيل، حيث يتمكنون من ممارسة أغلبية الحقوق الممنوحة للمواطنين الإسرائيليين ما عدا التصويت للكنيست وحمل جوازات سفر إسرائيلية. وحسب القانون الإسرائيلي يمكن للحكومة إلغاء مكانة «مقيم دائم» إذا غادر المقيم المناطق الخاضعة للسلطة الإسرائيلية المدنية لفترة طويلة. فإذا قرر أحد السكان الجولانيين الرافضين للجنسية الإسرائيلية الانتقال إلى بلدة داخل سوريا عليه التنازل عن جميع حقوقه في إسرائيل بما في ذلك إمكانية العودة إلى الجولان ولو لزيارة عائلته. وهذه السياسة تضر بشكل خاص بالشابات الدرزيات الجولانيات اللواتي تتزوجن من الشبان الدروز المقيمين داخل سوريا وتريد الانتقال إلى بلد العريس بموجب تقاليد الطائفة.
حسب السجلات الإسرائيلية لم يسلم المواطنة الإسرائيلية الكاملة إلا 677 من الدروز و2700 من العلويين سكان قرية الغجر، ومن بينهم لم يمارسوا حق التصويت للكنيست في عام 2006 إلا نسبة 35%.
وما زال أغلبية أهل الجولان الدروز يرفضون الجنسية الإسرائيلية وبعضهم يذهبون إلى سوريا للتعلم في جامعاتها. ومنهم من يخرج إلى الأردن للقاء أقاربه السوريين وفي كل عام بعيد الاستقلال وذكرى الإضراب يقيمون احتفالًا يقابل في الجهة المقابلة من الجانب السوري. تستعمل مكبرات الصوت للتخاطب بين سكان الجولان الذين فصل خط الهدنة بينهم. ترفض إسرائيل الاعتراف بالمواطنة السورية حيث يكتب في بطاقات المرور («ليسيه باسيه» laissez-passer) التي تصدرها لهم «المواطنة غير واضحة».

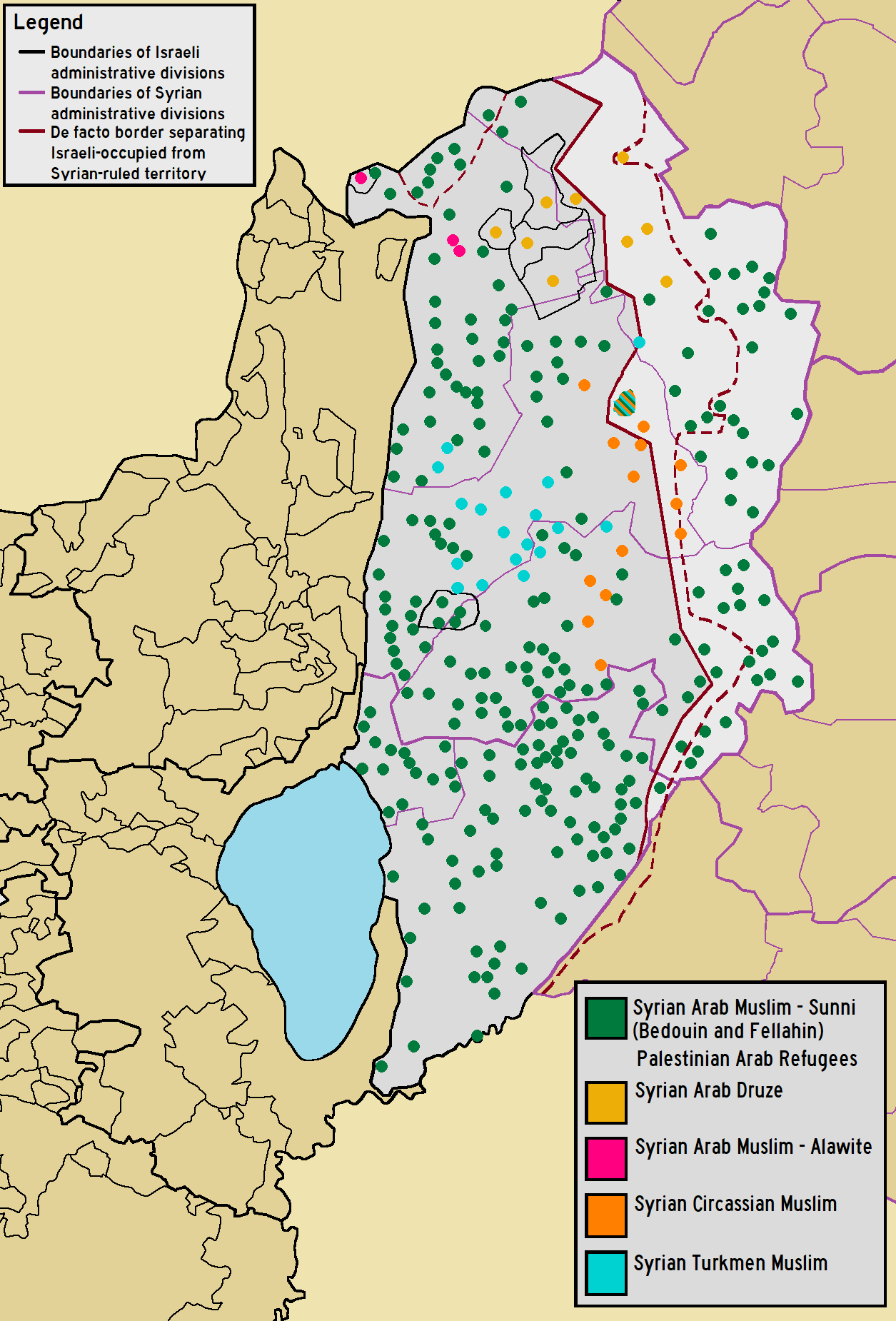
خريطة توزع الديموغرافي لهضبة الجولان قبل نكسة 1967، التي تشمل «قضاء مرتفعات الجولان» التي تحتلها إسرائيل و «محافظة القنيطرة» التي تحت حكم سوريا.
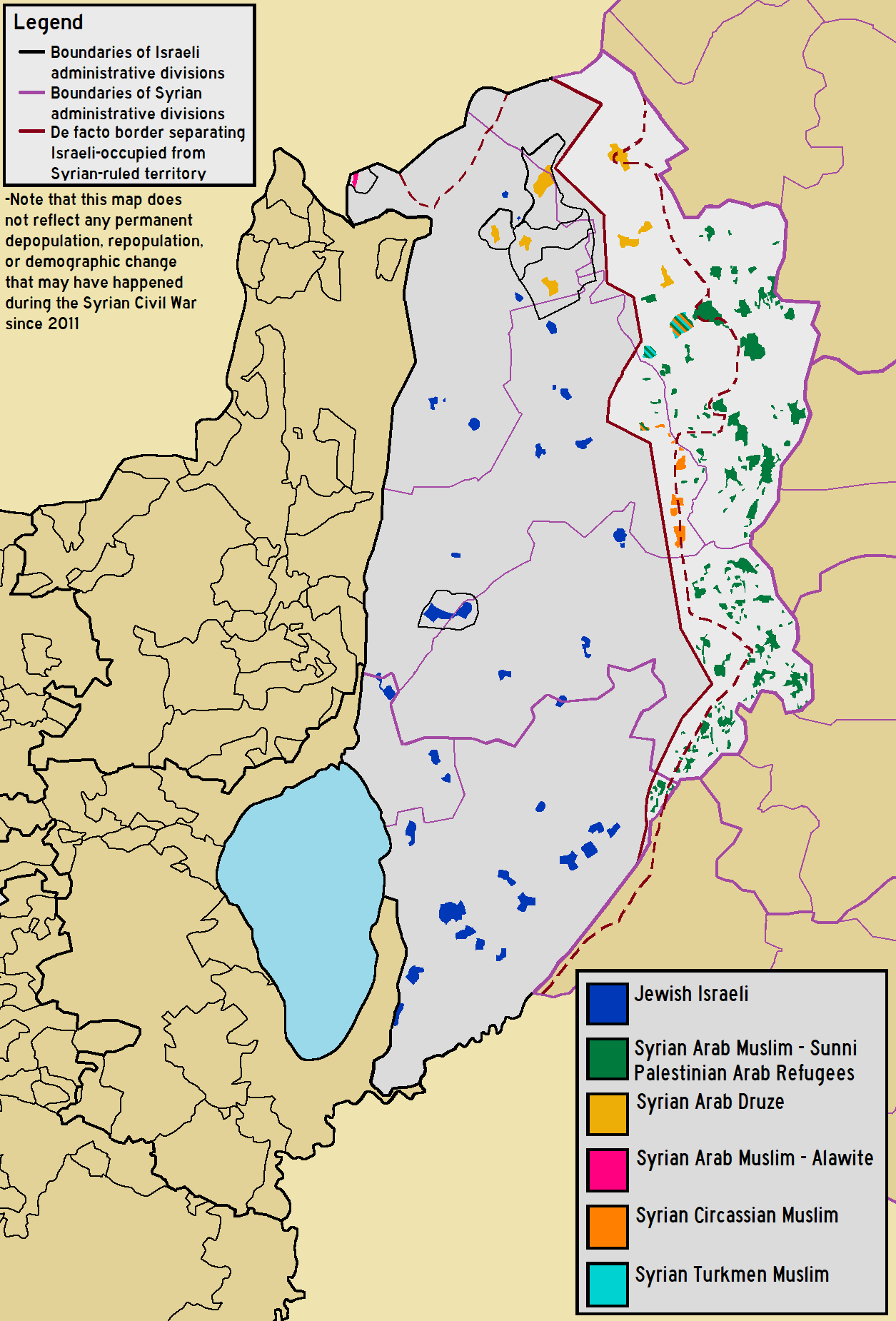
خريطة توزع الديموغرافي لهضبة الجولان اليوم، التي تشمل «قضاء مرتفعات الجولان» التي تحتلها إسرائيل و «محافظة القنيطرة» التي تحت حكم سوريا.
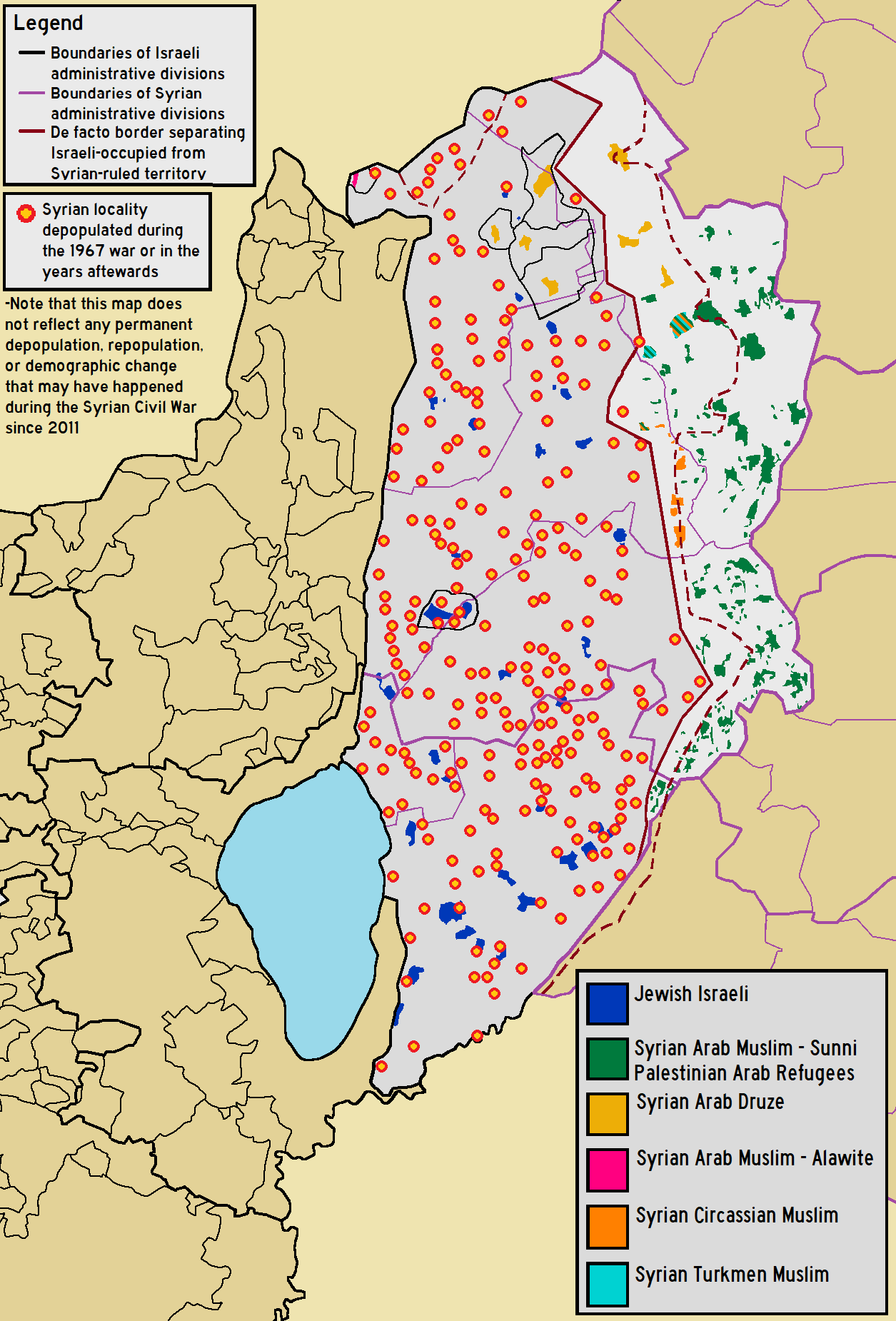
خريطة توزع الديموغرافي لهضبة الجولان بالإضافة إلى مواقع القرى والبلدات السورية المهجورة

## النازحون
نازح، وصفة أطلقها السوريون على سكان الجولان المهجّرين قسراً تحت ضغط آلات الحرب والتدمير الاسرائيلية في عام 1967 (أثناء حرب الأيام الستة) كما هو شائع في إسرائيل، أي (نكسة حزيران) كما هو معروف في عالمنا العربي، ويعيشون في دمشق وريفها ودرعا وضواحيهما.
لا تزال قضية النازحين السوريين منسيّة في عبق الذاكرة، على الرغم من التطور الإعلامي الملحوظ الذي يشهده عالمنا العربي، وبرغم مُضيّ أكثر من 40 عاماً على اغتصاب الجولان، إلا أنها ما زالت حلم أولئك الذين ولدوا وكبروا في التجمعات السكنية المكتظّة التي تحوي عائلات جولانية من أصول مختلفة بيئياً واجتماعياً (مدنية وفلاحية وبدوية) ومتعددة قومياً (عرب، تركمان، شركس).
فعلى مدار أربعين عاماً كان هناك غياب كلي وغير مبرر لقضية النزوح والتهجير القسري من الجولان في كافة وسائل الاعلام العربية عموماً، والسورية على وجه التحديد، باستثناء مؤتمر الجولان الأول في العام 2007 الذي عقد في القنيطرة، بالإضافة إلى ذكر هامشي ويتيم لهذه القضية في مسلسل سوري حمل اسم رجال الحسم في العام 2009. بعض النازحين عادوا بحذر إلى قرى الجولان بعد انسحاب القوات الإسرائيلية من منطقة القنيطرة عقب اتفاقية الهدنة التي وقعت سوريا وإسرائيل عليها بعد حرب أكتوبر 1973 (حرب تشرين). ومن أشهرها مدينة خان أرنبة وقرى بئر عجم وبريقة والحميدية. في سنة 2011 ما زالت مدينة القنيطرة، التي قطنها أغلبية النازحين، خربة، برغم من مرور أكثر من 37 عاما منذ إعادتها لسورية.
ما يثير حفيظة الجولانيين، مقيمين ونازحين، هو طريقة التعاطي مع الجولان في الصحافة الغربية والإسرائيلية، وأحياناً العربية منها للأسف، والمفارقة العجيبة هو اتفاق هذه الأطراف على تعريف سكان الجولان على أسس طائفية بدلاً من انتمائهم الوطني أو القومي، ومن أكثر هذه المصطلحات مدعاة ً للتساؤل هو (دروز الجولان، علويي الجولان...) الذي بات يُعطي انطباعاً، لدى من يجهل التركيبة الديمغرافية للجولان، بأننا نتحدث عن قوميات مستقلة عن سوريا وبلاد العرب وهنا تكمن الخطورة التي من واجبنا التنبيه لها. من جهة ثانية تهدف هذه المصطلحات إلى الترويج للفكرة القائلة بإن جميع أهل الجولان هم من العرب الدروز، بينما الحقيقة هي غير ذلك، إذ أن الانزلاق الإعلامي العربي بمستنقع الاصطلاحات هذه من الخطورة ما يؤدي إلى تناسي أن للجولان أيضاً سكاناً طردوا من بيوتهم بالقوة، وهو ما تحاول إسرائيل طمسه لتبرير وجودها على ارض بدون سكان من خلال ثلاث روايات:
الرواية الأولى : تقول أن الجيش السوري تلقّى أمراً بالانسحاب العشوائي، وأنه -أي الجيش- أطلق تحذيراً للسكان بمغادرة قراهم والنجاة بأرواحهم.
الثانية: تدعّـي أنه لم يكن هناك قرى وسكان وإنما 60 قرية فقط عمل سكانها في قطاع الخدمات العسكرية وهؤلاء انسحبوا طواعية مع الجيش السوري وهربوا أسوة بهروب الفلسطينيين عام 1948
الرواية الثالثة: تقول أنه لم يكن هناك تطهير عرقي في الجولان لكن كل من كان هناك هاجر بشكل حر
وممن يدعم هذه الرواية الصهيونية الباحث والمؤرخ الإسرائيلي ميخائيل أورون الذي قال في كتابه «أيام الحرب الستة» أن 95 ألفاً من سكان الجولان تركوا قراهم طواعية وأن من بقي هم الدروز والعلويين.
لم تعترف إسرائيل يوماً بجريمة تهجير السكان السوريين وطردهم من منازلهم وقراهم وتدميرها كلياً، بل مارست تعتيماً إعلامياً على هذه الجرائم.

## المستوطنون الإسرائيليون
منذ 1967 أقامت إسرائيل في الجولان بعض المستوطنات التي يسكنها يهود إسرائيلييون. هناك حاليا أكثر من 30 مستوطنة يهودية في الجولان، أكبرها كتسرين (קצרין) التي أُقيمت سنة 1977. أُقيمت كتسرين قرب قرية قسرين المهجورة وسميت، مثل القرية، نسبة لبلدة قديمة تم اكتشافها في حفريات أثرية. يعتبر كتسرين مركزا إدارياً وتجارياً للمنطقة، وتسكن فيه حاليا 6500 نسمة، ثلث منهم من اليهود المهاجرين من روسيا الذين توطنوا في إسرائيل في التسعينات.

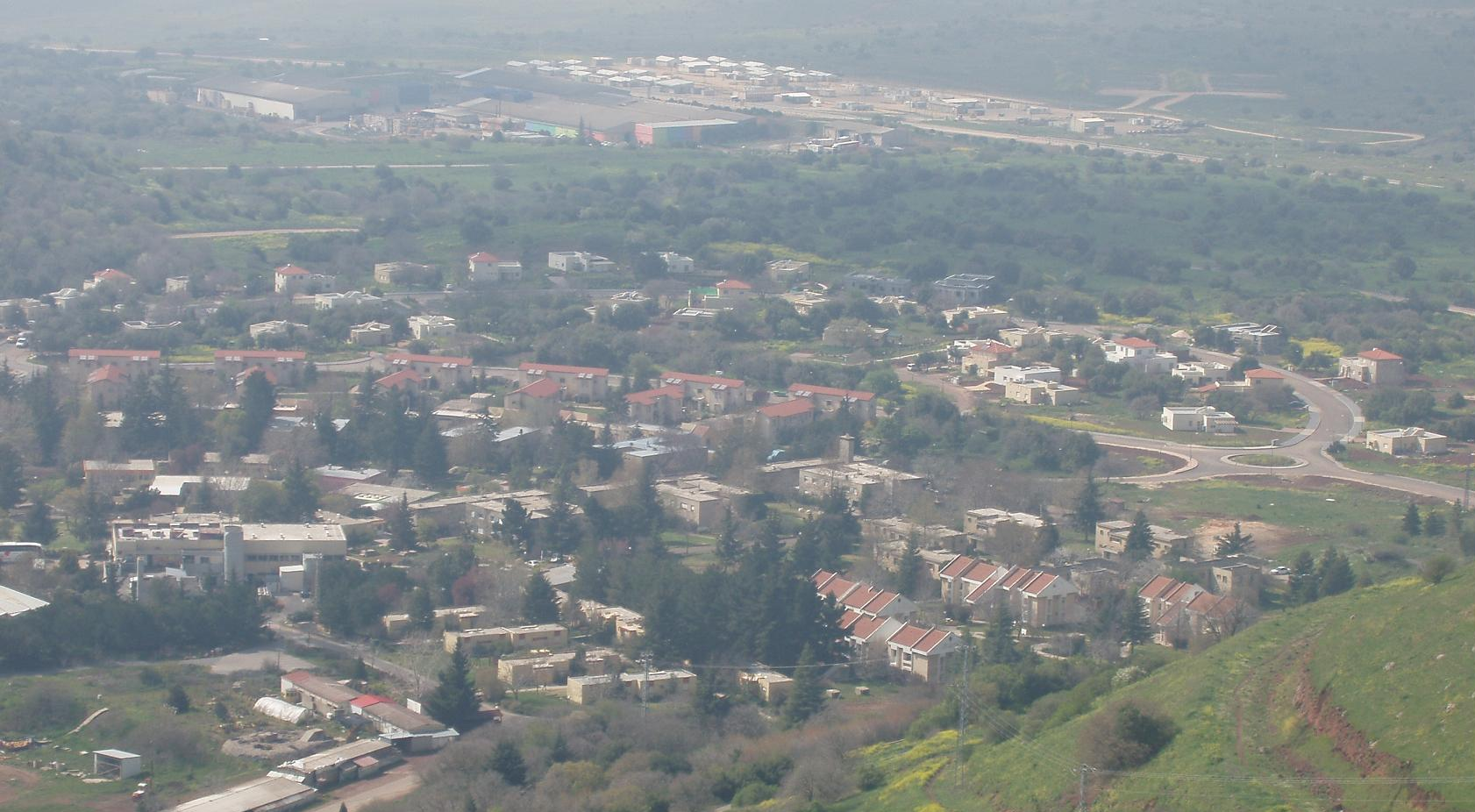
منظر إلى ميروم جولان أول مستوطنة إسرائيلية، أقيمت في 14 يوليو 1967، ثم انتقلت إلى موقعها الحالي قرب تل الغرام (هار بنطال) في مارس 1972.

على كتف جبل الشيخ أُقيم موقع سياحي للتزلّج في موسم الشتاء. كذلك أُقيم في كتسرين متحف لعرض المعثورات الأثرية التي تم اكتشافها في الجولان .

## محاولات لشرعنة احتلالها
في 25 مارس 2019 وقّع الرئيس الأمريكي دونالد ترامب قرارًا رئاسيًا أمريكيًا بموجبه تعترف الولايات المتحدة الأمريكية بأن هضبة الجولان جزء من إسرائيل، وهو ما رُفِض من قِبَل الدول العربية كافة، وعدّ نسفًا لقرارات الأمم المتحدة التي توضح أن مرتفعات الجولان أرض عربية سورية احتُلت في حرب 1967. إثر ذلك أصدر أمين عام الأمم المتحدة بيانًا أعلن فيه أن «قرار الرئيس الأمريكي لا يغيّر من الوضعية القانونية للجولان بصفتها أرض سورية واقعة تحت الاحتلال الإسرائيلي».في نوفمبر 2024، وفي غضون ساعات من سقوط نظام الأسد، تحركت إسرائيل بقواتها إلى مرتفعات الجولان، رغم عدم اعتراف الأمم المتحدة والعديد من الدول بذلك. وتجاوزت إسرائيل المنطقة منزوعة السلاح لأول مرة منذ حرب أكتوبر 1973. كما استهدفت إسرائيل مخازن قالت إنها تحتوي على أسلحة كيميائية ومواقع دفاع جوي وصواريخ داخل سوريا. وأعلنت الأمم المتحدة أن تقدم القوات الإسرائيلية داخل المنطقة العازلة في مرتفعات الجولان، التي تحتلها إسرائيل، يشكل "انتهاكًا" لاتفاق فض الاشتباك المبرم بين إسرائيل وسوريا في عام 1974.ِ
وأمرت إسرائيل قواتها بإنشاء "منطقة دفاع خالصة" في جنوب سوريا، والتي ستفرض دون وجود إسرائيلي دائم، في الوقت الذي تشدد فيه قبضتها على طول الخط الفاصل بين سوريا ومرتفعات الجولان المحتلة، حسبما ذكر وزير الدفاع الإسرائيلي يسرائيل كاتس.

## الاقتصاد

### زراعة الكروم

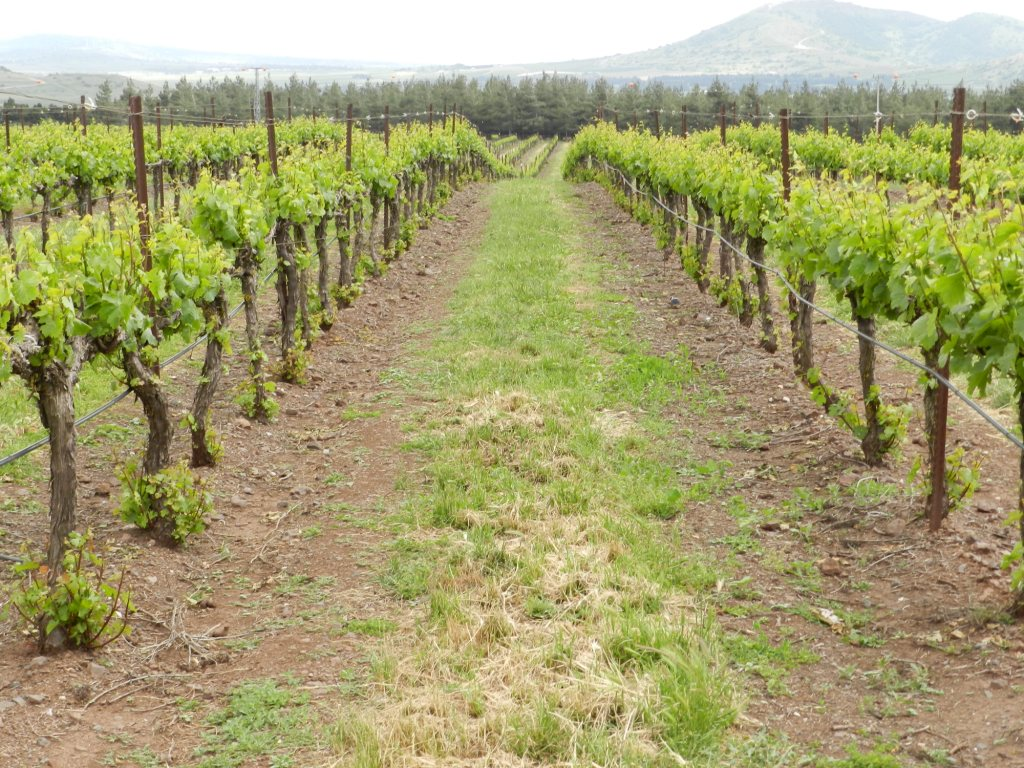
مزارع العنب العضوي في مرتفعات الجولان المحتل.

في عام 1972، أثناء زيارة له إلى إسرائيل وهضبة الجولان، أكد كورنيليوس أوغ أستاذ علم العنب وصناعة النبيذ في جامعة كاليفورنيا في ديفيس، أن الظروف المناخية والتربة في الجولان تعتبر مثالية لزراعة عنب النبيذ. بناءً على هذا التقييم، قررت مجموعة من أربع مستوطنات وأربع موشافات في المنطقة بدء مشروع زراعة الكروم. وأزالوا 250 دبابة محترقة من وادي الدموع في الجولان لتجهيز الأرض لهذه الزراعة، التي أدت لاحقًا إلى إنشاء مصنع نبيذ في هضبة الجولان.
بدأت زراعة أولى كروم العنب في عام 1976، وفي عام 1983 تم إنتاج أول دفعة من النبيذ. منذ عام 2012، أصبح الجولان يحتضن نحو عشرة مصانع نبيذ.

### استكشاف النفط والغاز
في أوائل التسعينيات، منحت شركة النفط الوطنية الإسرائيلية تصاريح لحفر الآبار في هضبة الجولان. وقدرت الشركة أن هناك إمكانية لاستخراج مليوني برميل من النفط، وهو ما يعادل في ذلك الوقت 24 مليون دولار. خلال إدارة إسحاق رابين (1992–1995)، علقت هذه التصاريح في إطار جهود استئناف مفاوضات السلام بين إسرائيل وسوريا. في عام 1996، منح بنيامين نتنياهو موافقة مبدئية لشركة النفط الوطنية الإسرائيلية للبدء في عمليات حفر استكشافية للنفط في الجولان.
بدأت الشركة عملية خصخصة في عام 1997، تحت إشراف تسيبي ليفني، مديرة سلطة الشركات الحكومية آنذاك. في تلك الفترة، تم اتخاذ قرار بإعادة تصاريح الحفر الخاصة بالشركة إلى الدولة. في عام 2012، وافق وزير البنية التحتية الوطنية أوزي لاندو على عمليات حفر استكشافية للنفط والغاز الطبيعي في الجولان. وفي العام التالي، منحت وزارة الطاقة والموارد المائية الإسرائيلية من خلال مجلس النفط بشكل سري ترخيصًا لحفر الآبار في نصف مساحة هضبة الجولان إلى إحدى الشركات الفرعية المحلية التابعة لشركة جيني إنرجي الأمريكية التي يترأسها إفي إيتام.
وقد أبدت منظمات حقوق الإنسان اعتراضاتها على هذه العمليات، معتبرةً أن الحفر ينتهك القانون الدولي، باعتبار أن هضبة الجولان هي أرض محتلة.
وفي 18 نوفمبر 2021، وافقت اللجنة الثانية للأمم المتحدة على مشروع قرار يطالب بـ "إيقاف إسرائيل، القوة المحتلة، استغلال وتدمير وتسبب الفقدان أو الاستنفاد وتهديد الموارد الطبيعية في الأراضي الفلسطينية المحتلة، بما في ذلك القدس الشرقية، وفي هضبة الجولان السورية المحتلة".

## وصلات خارجية
- قرار مجلس الأمن 497 في «ويكي مصدر»
- موقع الجولان التابع لجمعية من قرية مجدل شمس تسعى إلى إعادة الجولان لسوريا

## مواضيع متعلقة
- قرى الجولان
- اتفاقية فك الاشتباك بين سوريا وإسرائيل
- معبر القنيطرة